# Liste der Kulturdenkmale in der Wangener Altstadt

Wappen von Wangen

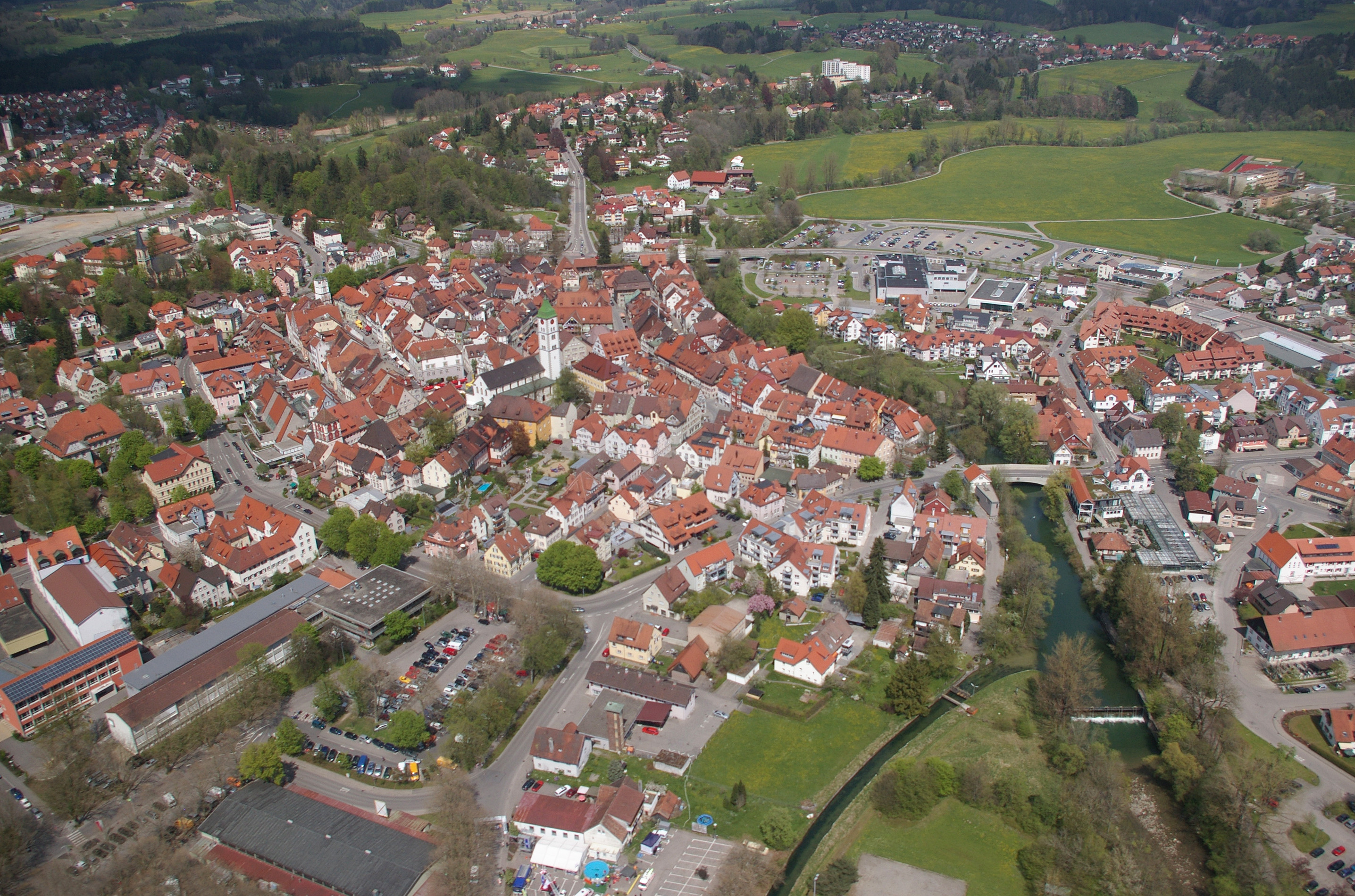
Wangener Innenstadt aus der Luft

Die Liste der Kulturdenkmale in der Wangener Altstadt umfasst die als Kulturdenkmale gelisteten Gebäude in der als Gesamtanlage geschützten Altstadt von Wangen im Allgäu gemäß dem denkmalpflegerischen Werteplan. Die eigentliche Denkmalliste auch für den Rest des Stadtgebiets ist wie die meisten in Baden-Württemberg nichtöffentlich. Die Beschreibung folgt dem Denkmalpflegerischen Werteplan Gesamtanlage Wangen im Allgäu.

## Denkmalpflegerischer Werteplan – Beschreibung
Wangen im Allgäu bietet mit seinem weitgehend erhaltenen mittelalterlichen Stadtgrundriss und dem reichen historischen Gebäudebestand den fast unverfälschten Gesamteindruck einer ehemaligen Reichsstadt. Die Hauslandschaft der staufischen Oberstadt ist vor allem durch Gebäude des 16. Jahrhunderts geprägt, die nach dem Stadtbrand von 1539 errichtet wurden. Die im späten 14. Jahrhundert angelegte Unterstadt wurde mehrfach von Bränden heimgesucht, so dass die Gebäude hier in die Zeit vom 15. bis 19. Jahrhundert datieren. Die Altstadt hat sich ihre ursprüngliche Silhouette und Struktur bewahrt: stadtbildbestimmend sind noch immer die Türme der Pfarrkirche und der Stadtbefestigung und das Nebeneinander von repräsentativer Bebauung an Markt- und Postplatz, stattlichen Bürgerhäuser an den zentralen Achsen der Oberstadt und kleinteiliger Bebauung an den Nebenstraßen und in der Unterstadt. Aufgrund dieser Bedeutung ist Wangen eine Gesamtanlage gemäß § 19 DSchG, an deren Erhaltung ein besonderes öffentliches Interesse besteht.

## Stadtbaugeschichte

### Stadtwerdung
Das geschlossene Waldland des Westallgäus erfuhr im frühen Mittelalter keine nennenswerte Besiedlung. Auch in Wangen, dessen Name für „Siedlung mit Viehweiden“ steht („wang“= Wiese), kam die Siedlungstätigkeit erst im 8. Jahrhundert in Gang. Wangen wird erstmals in einer in das Jahr 815 datierten Urkunde des Klosters St. Gallen erwähnt. Das Kloster richtete im frühen 9. Jahrhundert zur Verwaltung seiner umfangreichen Besitzungen sogenannte Kellhöfe ein. Ein solcher St. Gallischer Kellhof, angelegt auf dem nach zwei Seiten abfallenden Hochflächensporn über der Argen, der Schutz vor den Überschwemmungen und mit einer einfachen Höhenbefestigung umgeben auch vor Angreifern bot, dürfte die Keimzelle der späteren Stadt Wangen gewesen sein. Die zentralörtliche Funktion des Kellhofes und die verkehrsgünstige Lage am Schnittpunkt zweier Fernstraßen führte in der zweiten Hälfte des 12. Jahrhunderts zu einer Marktgründung, die das Wachstum des Ortes beförderte. Dieser erste Wangener Markt, der maßgeblichen Anteil an der allmählichen Loslösung von St. Gallen und der Erhebung Wangens zu Stadt hatte, dürfte in der Paradiesstraße zu lokalisieren sein. In einer Urkunde von 1217 werden die Wangener Bewohner als „cives“, also als Bürger einer befestigten und beschützten Stadt bezeichnet.

### Reichsstadt 1348

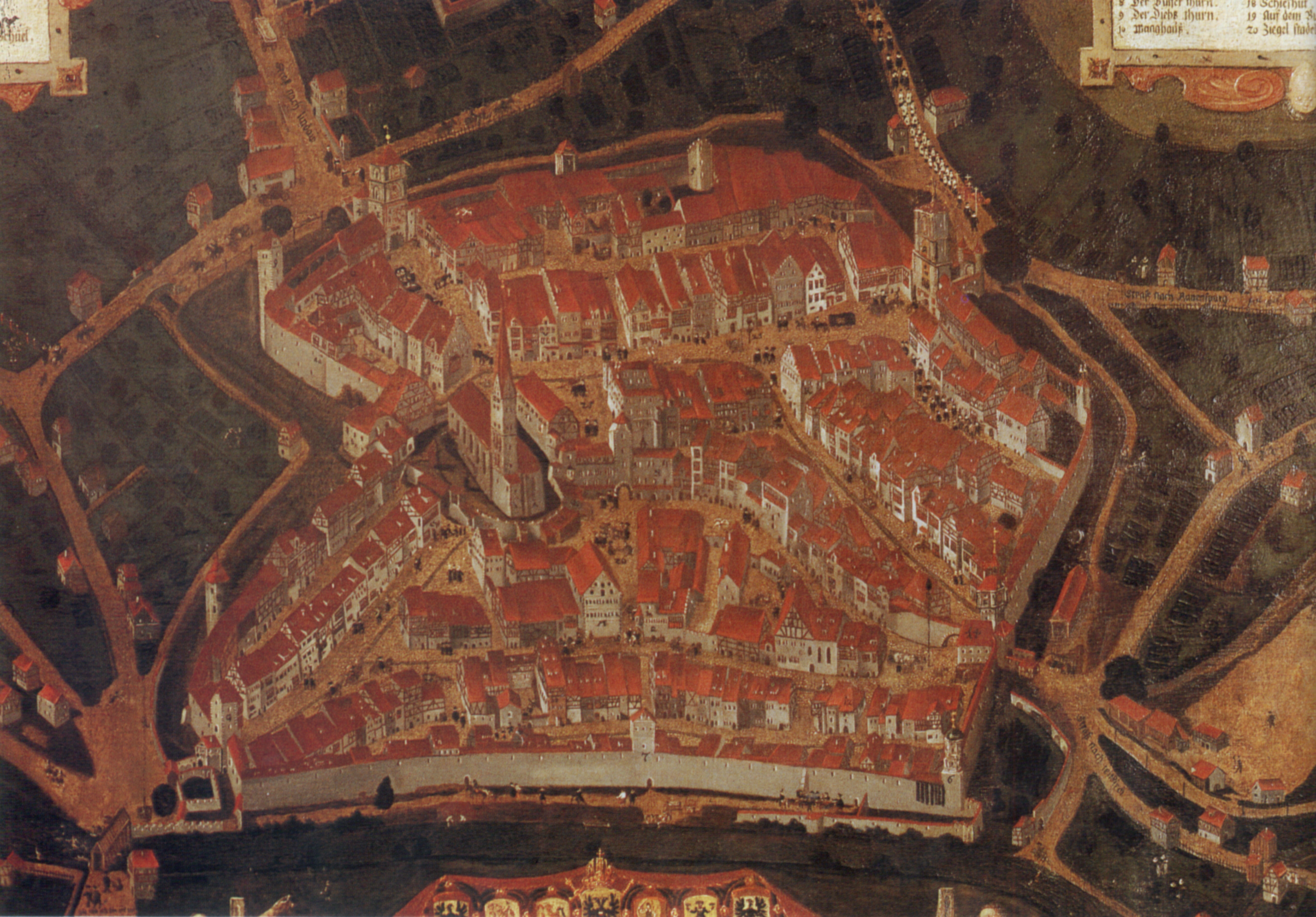
Wangen im Jahr 1611

Der Grundriss der Marktsiedlung des frühen 13. Jahrhunderts hat sich mit den Hauptachsen der Oberstadt, Herrenstraße und Paradiesstraße, die am Marktplatz in annähernd rechtem Winkel aufeinanderstoßen sowie der nach Nordosten von der Herrenstraße abzweigenden Schmiedstraße bis heute weitgehend erhalten. Diese staufische Kernstadt wurde in der ersten Hälfte des 13. Jahrhunderts umwehrt. Die aus einer Mauer mit Türmen und Toren sowie einem breiten vorgelagerten Graben bestehende Stadtbefestigung umgab die Stadt in einer unregelmäßigen, dem Oval angenäherten Form. In einer Urkunde von 1267 wird Wangen erstmals ausdrücklich als „oppidum“ bezeichnet, zehn Jahre später heißt es anlässlich einer Schenkung „in der stat ze Wangen“. 1286 verlieh König Rudolf von Habsburg Wangen die Privilegien der Stadt Überlingen und bestätigte den bereits seit präurbaner Zeit bestehenden Wochenmarkt. 1306 ist erstmals ein Rat der Stadt nachgewiesen, 1347 wird eine erste Zunftverfassung eingeführt, 1348 wird Wangen reichsunmittelbar. Die staufische Kernstadt besaß eine Süd-Nord-Ausdehnung von längstens 330 m, von West nach Ost hatte sie eine Breite von maximal 200 m. Im Osten zeichnet die Stadtmauer vom Eselsberg kommend den durch den Prallhang geformten Hangverlauf nach, wobei sie nicht auf der oberen Terrassenkante, sondern am Böschungsfuß errichtet wurde. An der Südwestecke des Kirchplatzes nimmt sie den Hangverlauf wieder auf und zieht in einem scharfen Knick rund 100 m nach Westen. Von der Südwestecke der Stadt verläuft sie fast geradlinig nach Norden, biegt zuerst nach Nordosten und nach Südosten ab, bis sie schließlich wieder auf den Eselsberg trifft. Von der Stadtbefestigung haben sich noch große Teile des Mauerringes sowie das Pfaffentor im Osten, das Lindauer- bzw. Martinstor im Südwesten und das Ravensburger- bzw. Liebfrauentor im Nordwesten eindrucksvoll erhalten.

### Struktur und Erweiterung
Zur inneren Struktur dieser ältesten Stadtanlage fehlen einschlägige Quellen. Gesichert ist der bis heute tradierte Standort der in das 9. Jahrhundert zurückreichenden und im späten 12. Jahrhundert durch einen Neubau vergrößerten Kirche, der sich westlich anschließende Kellhofbereich sowie das zwischen Kirche und Pfaffenturm eingestellte Rathaus. An Paradies- und Herrenstraße (beide bis in die frühe Neuzeit als „Markt“ bezeichnet) befanden sich die stadtbürgerlichen Häuser auf großen Parzellen, wobei sich im vorderen Teil die Wohnhäuser, im rückwärtigen Teil die zugehörenden Ökonomiegebäude lagen. Der spätere Marktplatz am Zusammentreffen von Paradies- und Herrenstraße war ursprünglich eher als Straße gebildet. Erst durch den Abriss des Hauses der Herren von Praßberg entstand im frühen 18. Jahrhundert der heutige große Platzraum. Wie weit sich die Bebauung im Gebiet von Schmiedstraße und Zunfthausgasse zu diesem Zeitpunkt nach Westen hin erstreckte, kann nur vermutet werden.

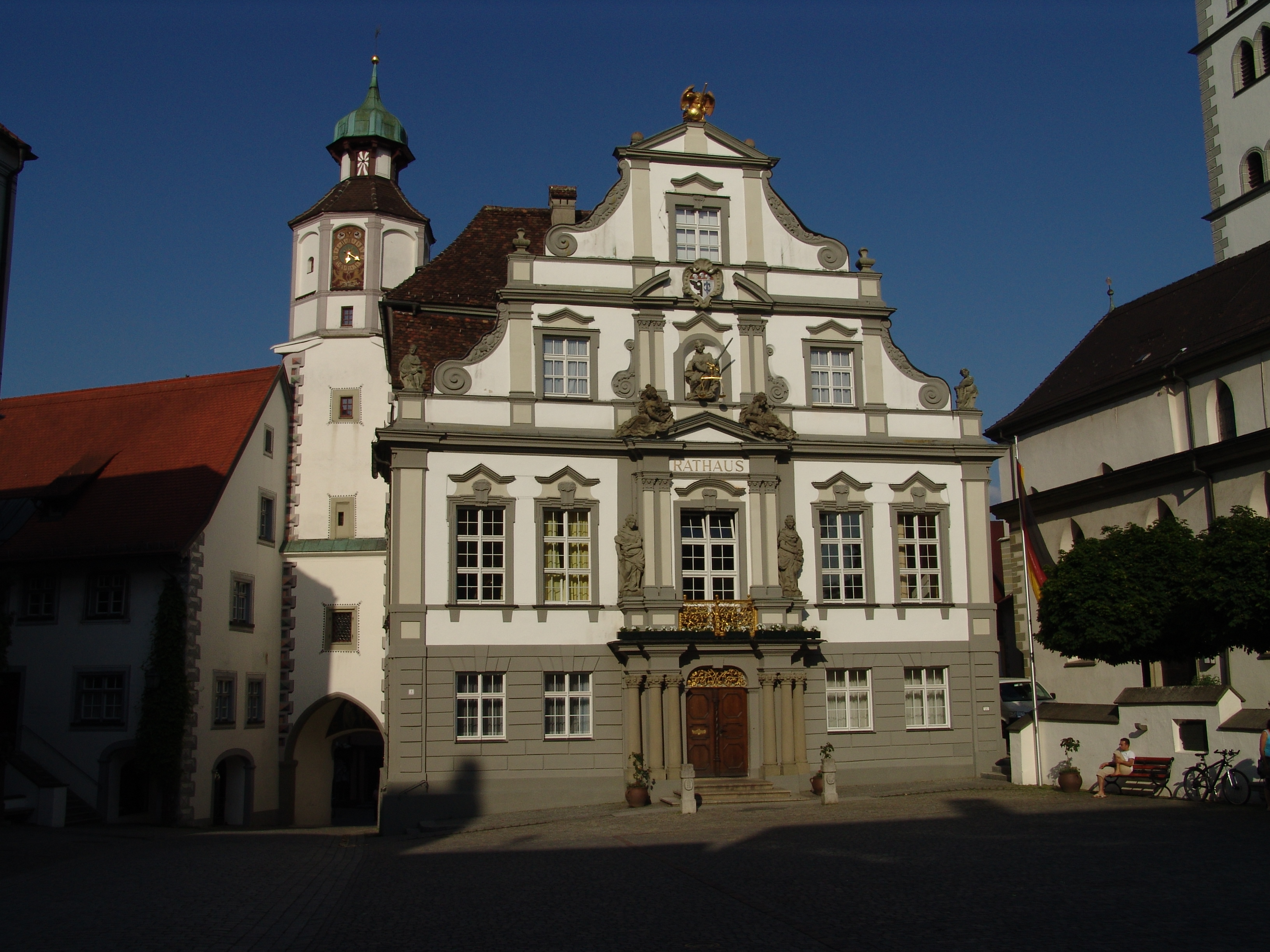
Barockes Rathaus von 1721

Der rasante wirtschaftliche Aufschwung Wangens durch den blühenden (Leinwand-)Handel im 14. Jahrhundert und der starke Zuzug von Bauern aus den umliegenden Herrschaften führte dazu, dass der Platz innerhalb des bestehenden Mauerrings bald nicht mehr ausreichte und die Stadt wohl im späten 14. Jahrhundert auf ungefähr das Doppelte ihrer bisherigen Fläche erweitert wurde. Die neu angelegte Unterstadt umfasste die gesamte Uferniederung zwischen der Oberstadt und der Argen, wobei zu vermuten ist, dass der Argenbogen hier stärker ausgebildet war und der Fluss im Zuge der Stadterweiterung ein neues Bett erhielt. Entlang des Ufers wurde eine neue Mauer errichtet, der Fluss übernahm jetzt die Funktion des vorherigen Stadtgrabens. Die alte östliche Stadtmauer zwischen Pfaffenturm und Eselsberg verlor ihre fortifikatorische Funktion und wurde in der Folge in die Bebauung der Spitalstraße miteinbezogen. Die Stadterweiterung erhielt mit dem Pulverturm im Norden und dem Isnyer- oder Georgentor im Süden Eckbefestigungen, von denen aus die Ummauerung an die staufische Stadtbefestigung angeschlossen wurde. Der Grundriss der Unterstadt nähert sich somit einem langgezogenen Rechteck von 340 m Nord-Süd- und ca. 120 m West-Ost-Ausdehnung an. Geschlossene Vorstadtsiedlungen entwickelten sich in Wangen weder im späten Mittelalter noch in der frühen Neuzeit. Nur vereinzelte, überwiegend gewerblich genutzte Gebäude inmitten großer Freiflächen entstanden außerhalb des Mauerrings.

### Niedergang in der Neuzeit

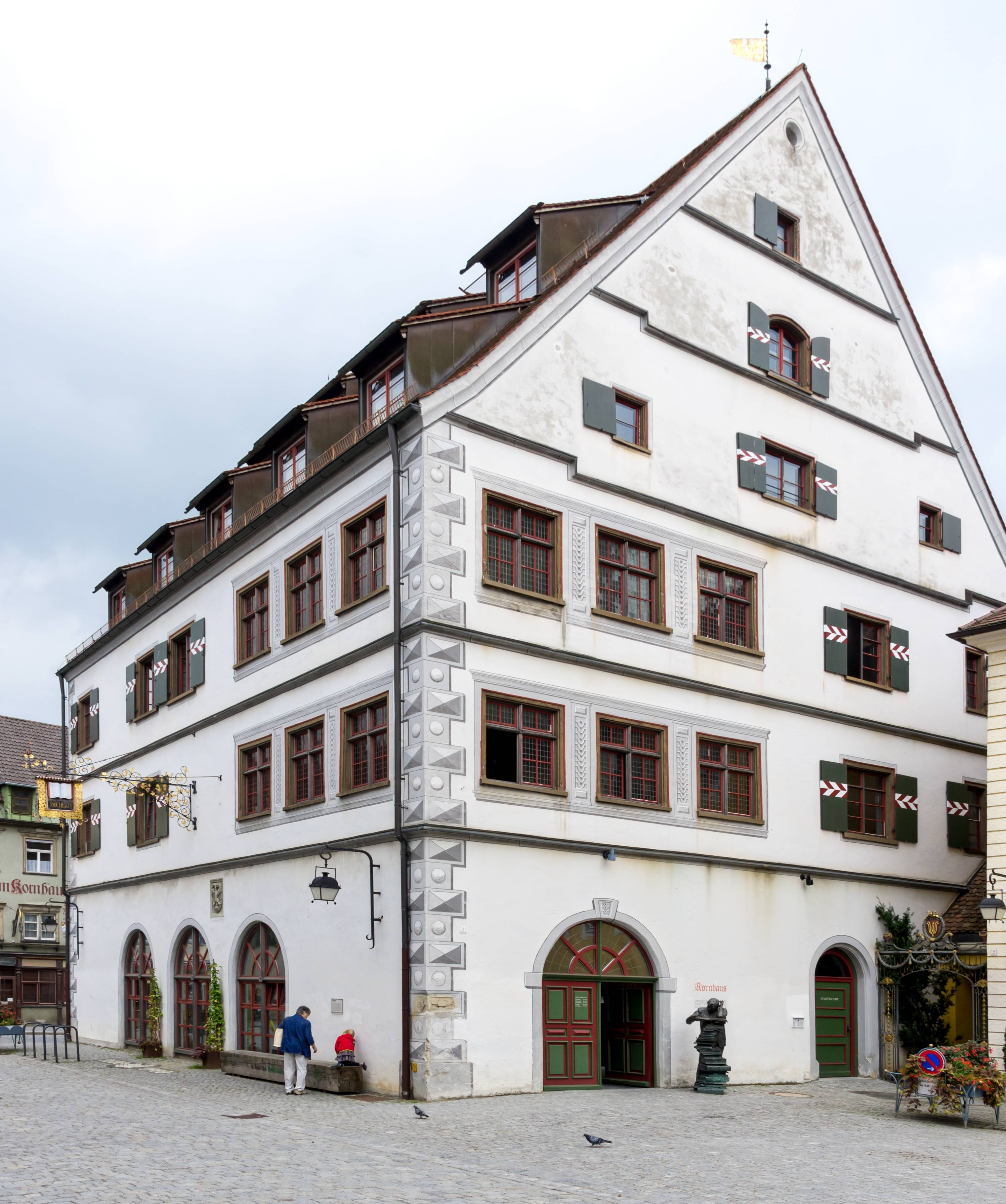
Das Kornhaus wird Stadtbibliothek

Am Beginn der Neuzeit wurde Wangen von einer gewaltigen Brandkatastrophe heimgesucht: 1539 zerstörte ein vorsätzlich gelegtes Feuer rund 140 Gebäude an Marktplatz, Paradies-, Herren- und Schmiedstraße, mithin den größten Teil der Oberstadt, nur der Bereich von Kirche und Rathaus blieb verschont. Die Stadt und viele Bürger waren zu dieser Zeit so wohlhabend, dass der Wiederaufbau zügig erfolgte. Inwieweit hierbei planerisch in die alte Quartiersstruktur eingegriffen wurde, ist nicht überliefert, doch lassen die wie mit dem Lineal gezogenen Häuserzeilen an der breiten Herrenstraße und die überlieferte Anlage von Brandgassen dies vermuten. Im 17./frühen 18. Jahrhundert verursachten Dreißigjähriger Krieg, Türken- und Franzosenkriege sowie der Spanische Erbfolgekrieg mit ihren Belagerungen und hohe Kontributionszahlungen den wirtschaftlichen Niedergang der Stadt. So verwundert es nicht, dass sich das Bauwesen auf Reparaturen und wenige Ersatzbauten baufälliger Vorgänger beschränkte. Erst im 18. Jahrhundert begann Wangen sich etwas zu erholen, was sich auch mit der neuen Spitalkirche (1719), der Erweiterung des Rathauses (1719–1721) und dem Ritterhaus (1785–1789) baulich manifestiert.

### Ausweitung im 19./20. Jahrhundert
Neben dem teilweisen Abbruch der Stadtbefestigung ab den 1820er Jahren waren es Brände (1793, 1794, 1858, 1874), die den historischen Baubestand vor allem im Süden und Südwesten der Stadt tiefgreifend veränderten. Beim Wiederaufbau wurden die Grundstücke teilweise neu geordnet und Brandgassen angelegt. Außerhalb des Mauerrings verdichtete sich der Häuserbestand allmählich, aber erst mit dem Einzug der Industrie begann Wangen deutlich über seine Altstadt hinaus zu wachsen, neue Straßen wurden angelegt (1898 Karl-, 1905 Gegenbauer-, 1910 Bahnhofstraße). Zudem errichtete die Stadt etliche prominent platzierte, öffentliche Gebäude: Evangelische Kirche (1893), Badeanstalt (1898), Bahnhof (1902) und Post (1906). Im frühen 20. Jahrhundert gab es nur wenige bauliche Eingriffe im alten Kern, an der Peripherie aber schoben sich die Grenzen der Stadt durch neue Wohngebiete nach allen Seiten weit vor.
Nach dem Zweiten Weltkrieg, der keine Schäden am Gebäudebestand verursachte, hat die Stadt ihre Siedlungsfläche mehr als verdoppelt. Die im frühen 20. Jahrhundert angelegte Ringstraße wurde 1979 mit der Nord-Ost-Umgehung und der St.-Gallus-Brücke komplettiert. Zu diesem Zeitpunkt waren, zehn Jahre nach dem Beginn der Altstadtsanierung von den 180 Gebäuden schon rund die Hälfte instandgesetzt. Bis heute ist der größte Teil der historischen Bausubstanz Wangens saniert und durch die Ausweisung als Gesamtanlage (seit 1976) und die Aufstellung einer Altstadtsatzung geschützt.

## Kulturdenkmale nach Straßen
| Bild           | Bezeichnung                                   | Lage                          | Datierung                | Beschreibung | ID |
| -------------- | --------------------------------------------- | ----------------------------- | ------------------------ | --- | -- |
| Weitere Bilder | Stadtbefestigung, Stadtmauerreste             |                               | 1210/30, 14. Jahrhundert | Die erste Stadtbefestigung von Wangen stammt aus der Zeit um 1210/30 und umschloss den staufischen Stadtkern. Dieser Mauerzug verlief annähernd oval und verfügte über vier Stadttore, die an den Hauptstraßen lagen. Im späten 14. Jahrhundert wurde im Osten die Unterstadt angelegt und ebenfalls mit einer Befestigung umgeben. Die damals aufgegebene östliche staufische Stadtmauer hat sich in Teilen in der Bebauung der westlichen Spitalstraße erhalten. Neben diesen und anderen Stadtmauerresten (teilweise mit Wehrgang) vor allem in der Nordhälfte der Stadt, zählen die drei Stadttore (Pfaffentor, Martinstor und Frauentor) zum erhaltenen Baubestand. 1842 wurden Teile der Stadtmauer sowie das Peterstor zum Abbruch freigegeben, 1875 das beim Bindstraßenbau beschädigte Isnyer Tor niedergelegt. Die Stadtmauerreste sind ein wesentliches Element der Stadtgründung in der 1. Hälfte des 13. Jahrhunderts sowie die Stadterweiterung des späten 14. Jahrhunderts und haben für die Stadtgestalt und die Stadtgeschichte einen hohen dokumentarischen Wert. Darüber hinaus prägt die Stadtbefestigung wie kein anderes Bauwerk den Grundriss und das Erscheinungsbild der Stadt, insbesondere die äußere Stadtsilhouette. Geschützt nach § 2 DSchG                                 |    |
| Weitere Bilder | Stadtmauerturm, Pulverturm                    | Argenufer 2 (Karte)           | Um 1400, 1596            | Siebengeschossiger Massivbau, untere Geschosse quadratisch, über starkem Gesims fünftes Geschoss gegliedert durch Flachbogenblenden, darüber im Achteck verjüngt zwei durch verkröpftes Gesims getrennte Obergeschosse mit Bogenstellungen, über reich profiliertem Gesims achtseitige welsche Haube mit Wetterfahne auf Kugelknauf; um 1400 mit der bis hierher erweiterten Ringmauer errichtet, 1596 oberer Teil abgebrochen und wiederaufgebaut, 1858 renoviert, 1985 Anbauten abgebrochen und Turm saniert. Der ursprünglich wegen seiner Nähe zu den Färbereien und der Argen Färber-, zuweilen auch Wasserturm genannte Stadtmauerturm, der im Zuge der Stadterweiterung des späten 14./15. Jahrhunderts an der nordöstlichen Stadtmauerecke der Unterstadt errichtet wurde, ist als Teil der in Resten überlieferten Stadtbefestigung ein wichtiges Zeugnis der einstigen Wehrhaftigkeit der Reichsstadt Wangen. Für die Stadtgestalt und die Stadtgeschichte besitzt er einen hohen dokumentarischen Wert. Darüber hinaus ist er eine entscheidende vertikale Dominante der Stadtsilhouette und zeugt mit seinem frühbarocken Aufsatz von der charakteristischen Architektursprache der Region. Geschützt nach § 28 DSchG                                                                          |    |
| Weitere Bilder | Gerberhaus, sogenanntes Hensler-Haus          | Bindstraße 1 (Karte)          | 1777                     | Viergeschossig, Erdgeschoss und erstes Obergeschoss massiv, drittes und viertes Obergeschoss nach Norden um eine Fensterachse verkürzt, verputztes Fachwerk, weit vorkragendes Mansardwalmdach, rundbogige Fenster und Türen im Erdgeschoss, rückseitig mit Holzgalerien; 1777 anstelle von neun brandzerstörten Häusern als Gerberei errichtet, 1907 Umbau zum Spezereiwarengeschäft Hensler, 1954 Umgestaltung und Erneuerung der Außenfront, 1982 Umbau Erdgeschoss, 1998 Decken, Böden und Treppen herausgenommen, Leerstand. Sanierung 2014–2016, von der Denkmalschutzliste gestrichen. Der mächtige freistehende Bau des sogenannten Hensler-Hauses hat städtebaulichen Wert als Kontrapunkt zu der ab hier beginnenden dichten und traufständigen Bebauung der östlichen Bindstraße. Mit seinen an der Rückseite noch erhaltenen überdachten Gerbergängen zum Trocknen der Lederhäute erinnert es an das einst für die Wangener Unterstadt typische und wichtige Gerberhandwerk. |    |
|                | Handwerkerhaus                                | Bindstraße 17 (Karte)         | 16. Jahrhundert          | Dreigeschossig, Erdgeschoss und erstes Obergeschoss massiv, zweites Obergeschoss verputztes Fachwerk, traufständig, Satteldach mit großer verbretterter Gaube und kleiner Schleppgaube, im Erdgeschoss Ladeneinbau des frühen 20. Jahrhunderts; im Kern 16. Jahrhundert, 1981 um- und teilweise neu gebaut. Das Gebäude hat dokumentarischen und exemplarischen Wert als Bestandteil der langen geschlossenen Reihe meist traufständiger Bauten an der östlichen Bindstraße, der Leitlinie der Wangener Unterstadt. Als ehemaliges Handwerkerhauses, das im 20. Jahrhundert mit einem Ladeneinbau versehen wurde, steht es zudem für den Strukturwandel der Bindstraße zu einer der zentralen Geschäftsstraßen Wangens. Geschützt nach § 2 DSchG |    |
|                | Gasthaus, sogenanntes Gasthaus Zum Rad        | Bindstraße 23 (Karte)         | 16. Jahrhundert          | Zweigeschossiger Massivbau, traufständig, unverputzter Fachwerkgiebel zum Kornhausgässle, steiles Satteldach, schmiedeeiserner Schildausleger; im Kern 16. Jahrhundert, 2007 Umbau und Sanierung. Das 1579 erstmals als „Goldener Löwe“ genannte Gasthaus zum Rad ist wichtiger Bestandteil der langen geschlossenen Reihe meist traufständiger Bauten an der östlichen Bindstraße. Mit seiner mehr als 400-jährigen Wirtshaustradition hat es dokumentarischen Wert für eine typische Gasthaussituation an der stark frequentierten Leitlinie der Wangener Unterstadt. Geschützt nach § 2 DSchG |    |
| Weitere Bilder | Gasthaus, Weinstube zum Kornhausmeister       | Bindstraße 29 (Karte)         | 16. Jahrhundert          | Ursprünglich zwei-, heute dreigeschossiger Bau mit massivem Erdgeschoss und Fachwerkobergeschossen, traufständig, Satteldach mit großer moderner Gaube und Dachterrasse, Erdgeschoss mit historistischer Fassade und Gaststube; im Kern Fachwerkbau der 1. Hälfte des 16. Jahrhunderts (heute abgegangenes Dachwerk dendrochronologisch datiert 1540/41), 1895 Umgestaltung Erdgeschoss-Fassade und Gaststube, bei den Traufen um ein Geschoss angehoben, 1968 umfangreich erneuert, 2013 Umbau und Sanierung (vor allem Dachausbau mit Abriss des alten und Erstellung eines neuen Dachstuhls). Das bis in das 16. Jahrhundert zurückweisende Gasthaus zum Kornhausmeister ist zum einen wichtiger Bestandteil der langen geschlossenen Reihe meist traufständiger Bauten an der östlichen Bindstraße. Zum anderen hat es dokumentarischen und exemplarischen Wert für eine typische Gasthaussituation an der stark frequentierten Leitlinie der Wangener Unterstadt. Geschützt nach § 2 DSchG |    |
|                | Lateinschule                                  | Bindstraße 37 (Karte)         | Um 1585                  | Dreigeschossiger Bau, Erd- und erstes Obergeschoss massiv, zweites Obergeschoss verputztes Fachwerk, traufständig, Erdgeschoss mit (verglastem) Korbbogenportal und historistischem Schaufenstereinbau, Satteldach mit zwei Reihen Dachgauben; um 1585 errichtet, Lateinschule 1785 in das Mesnerhaus verlegt, 1786 Verkauf an Privat, 2002 Umbau, Ausbau des Dachstuhls zu Wohnungen. Die im frühen 16. Jahrhundert aus der Oberstadt in der Bindstraße verlegte Lateinschule hat hohen dokumentarischen und exemplarischen Wert für die Stadt- und Schulgeschichte Wangens. Zudem ist sie wichtiger Bestandteil der langen Reihe traufständiger Häuser an der östlichen Bindstraße, der Hauptachse der Wangener Unterstadt. Geschützt nach § 2 DSchG |    |
| Weitere Bilder | Gasthaus                                      | Bindstraße 39 (Karte)         | 16. Jahrhundert          | Dreigeschossiger Massivbau, traufständig, Erdgeschoss mit großen stichbogigen Fensternund Türen, profiliertes Gesims zwischen Erd- und Obergeschoss, Satteldach mit Schleppgauben, schmiedeeiserner Schildausleger; im Kern 16. Jahrhundert, 1683 im Besitz eines Bierbrauers genannt, 1737 erstmals als Wirtshaus „Zum Strauß“ bezeichnet, 1990 Umbaumaßnahmen im Inneren, Ausbau des Dachgeschosses, 2012 Änderung des Ladeneingangs. Der stattliche, breit gelagerte Bau des ehemaligen Gasthauses Zum Strauß mit seiner angeschlossenen Bierbrauerei ist ein dominanter Bestandteil der langen geschlossenen Reihe traufständiger Bauten in der östlichen Bindstraße. Mit seiner über als 250-jährigen Wirtshaustradition hat es dokumentarischen und exemplarischen Wert als eines der zahlreichen Gasthäuser an der stark frequentierten Leitlinie der Wangener Unterstadt. Geschützt nach § 2 DSchG |    |
|                | Handwerkerhaus                                | Bindstraße 41 (Karte)         | 16. Jahrhundert          | Dreigeschossig, Erdgeschoss massiv, zwei verputzte Fachwerkobergeschosse überprofiliertem Gesims, traufständig, Satteldach mit zwei Dachgauben; 16. Jahrhundert, in jüngerer Zeit hinter der alten Fassade weitgehend neu errichtet. Das Gebäude hat trotz deutlicher moderner Veränderungen dokumentarischen und exemplarischen Wert als Bestandteil der langen geschlossenen Reihe meist traufständiger Bauten an der östlichen Bindstraße, der Leitlinie der Wangener Unterstadt. Als ehemaliges Handwerkerhauses, das im 20. Jahrhundert mit einem Ladeneinbau versehen wurde, steht es zudem für den Strukturwandel der Bindstraße zu einer der zentralen Geschäftsstraßen Wangens. Geschützt nach § 2 DSchG |    |
| Weitere Bilder | Altes Kornhaus, sogenanntes Mesmerhaus        | Brotlaube 2 (Karte)           | 15. Jahrhundert          | Verputzter Massivbau, unmittelbar an den Pfaffenturm angebaut, durch Geländeversatz dreigeschossig zur Spitalstraße, zweigeschossig zur Brotlaube, traufständig, mit giebelständig zur Brotlaube gerichtetem großem Anbau, Satteldach mit Gauben; in Teilen des Erdgeschosses 15. Jahrhundert, beim Stadtbrand 1539 stark beschädigt und wieder aufgebaut, nach dem Neubau des Kornhauses am Postplatz Wohnung des Mesners an der Stadtpfarrkirche, 1978 Durchgang zwischen Post- und Marktplatz, 2014 Umbau Erdgeschoss. Das Alte Kornhaus bildet zusammen mit Pfaffenturm, Rathaus und Martinskirche ein beeindruckendes und stadtbildprägendes Ensemble von hohem dokumentarischen Wert für die Bau- und Verwaltungs- und Kirchengeschichte der alten Reichsstadt. Geschützt nach § 2 DSchG |    |
|                | Handwerkerhaus                                | Brotlaube 10 (Karte)          | 1539                     | Dreigeschossiger verputzter Bau, traufständig zur Brotlaube, Erdgeschoss massiv, zwei leicht vorkragende Fachwerkobergeschosse, Satteldach; im Kern 16. Jahrhundert. Das wohl nach dem großen Stadtbrand von 1539 errichtete Haus hat dokumentarischen und exemplarischen Wert als charakteristisches Gebäude der mittleren Sozialschicht und ist eines der ganz wenigen nicht durch spätere Ladeneinbauten und Dachumbauten gestörten Handwerkerhäuser des 16. Jahrhunderts in Wangen. Geschützt nach § 2 DSchG |    |
|                | Handwerkerhaus                                | Brotlaube 12 (Karte)          | nach 1539                | Dreigeschossiger verputzter Bau, traufständig zur Brotlaube, Erdgeschoss massiv, zwei leicht vorkragende Fachwerkobergeschosse, Satteldach; im Kern 16. Jahrhundert. Das wohl nach dem großen Stadtbrand von 1539 errichtete Haus hat dokumentarischen und exemplarischen Wert als charakteristisches Gebäude der mittleren Sozialschicht und ist eines der ganz wenigen nicht durch spätere Ladeneinbauten und Dachumbauten gestörten Handwerkerhäuser des 16. Jahrhunderts in Wangen. Geschützt nach § 2 DSchG |    |
|                | Brunnen                                       | Eselberg                      | 1885                     | Rechteckiger Brunnentrog aus Gusseisen, verziert mit gotischem Maßwerk, Brunnensäule in Form einer mit vergoldeten Krabben und Kreuzblume verzierten Fiale; 1885 erstellt. Der Brunnen auf dem Eselberg ist ein wichtiges Zeugnis für die ehemalige Wasserversorgung in Wangen. Zudem belegt der gusseiserne Brunnenstock die florierende Gusskunst und die Wiederaufnahme der gotischen Formensprache im 19. Jahrhundert. Zwischen 1861 und 1889 wurden in 17 solcher gusseisernen Brunnen in der Stadt aufgestellt, von denen sich heute noch sieben erhalten haben. Geschützt nach § 2 DSchG |    |
| Weitere Bilder | Eselmühle                                     | Eselberg 1 (Karte)            | 1568                     | Dreigeschossiges massives Mühlengebäude, im Süden Obergeschoss und Giebel Fachwerk mit Aufzugsöffnungen, an der Ostwand oberschlächtiges Mühlrad (angetrieben vom Mühlkanal vom Hammerweiher), rückseitig an Stadtmauer angebaut, Schopfwalmdach; zugehörig ein nördlich an die Stadtmauer angebautes Ökonomiegebäude; 1436 erstmals urkundlich erwähnt, seit 1554 im Besitz des Spitals, Neubau 1568, 1824 an Privat veräußert, Mühleneinrichtung 1908 erneuert, Mahlbetrieb 1937 eingestellt, 1969–1974 renoviert, 1978 Eröffnung als Museum. Die stattliche gut überlieferte Eselmühle hat exemplarischen, dokumentarischen und städtebaulichen Wert als eine der ältesten Gewerbeeinrichtungen der Stadt sowie als ein für Wangen bemerkenswertes Sondergebäude in herausragender Position, welches nicht nur den Eselberg, sondern auch den Stadtausgang nach Nordosten in entscheidender Weise prägt. Obwohl das einstige Leutkircher Tor 1840–1842 abgegangen ist, ist durch die unmittelbar an der Stadtmauer angebaute Eselmühle die einstige Torsituation mit der verengten Straßenführung bis heute ablesbar. Bemerkenswert ist zudem, dass sie nicht – wie allgemein üblich – in Solitärlage außerhalb, sondern innerhalb der Stadtmauern errichtet wurde. Geschützt nach § 28 DSchG           |    |
|                | Handwerkerhaus                                | Eselberg 5 (Karte)            | 15. Jahrhundert          | Dreigeschossig mit hohem massivem Sockelgeschoss, in dem Teile der staufischen Stadtmauer verbaut sind, giebelständig, Obergeschoss und Giebel verputztes Fachwerk, Bemalung aus dem späten 18. Jahrhundert, Giebel mit Wiederkehr, Satteldach; 15. Jahrhundert unter Verwendung von Stadtmauerteilen des 14. Jahrhunderts, Deckenhölzer über dem Erdgeschoss dendrochronologisch datiert 1427/28, 1985/87 Sanierung. In dem ursprünglich als Hintergebäude zu Schmiedstraße 28 genutzten Gebäude sind seit dem 16. Jahrhundert Messerschmiede und Schlosser nachweisbar. Das stattliche Gebäude hat dokumentarischen Wert als eines der Handwerkerhäuser am nordöstlichen Rand der staufischen Kernstadt. Zudem zeugt es von der städtebaulichen Entwicklung der Stadt, bei der im Zuge der Stadterweiterung des 14. Jahrhunderts die alte Stadtmauer im Osten der Stadt ihre fortifikatorische Bedeutung verlor und in die Erdgeschosse von Häusern am heutigen Eselberg und der Spitalstraße integriert wurde. Außerdem hat das Gebäude heimatgeschichtlichen Wert als Elternhaus von Abt Rupert Neß (1670–1740), dem Erbauer der barocken Klosteranlage von Ottobeuren. Geschützt nach § 2 DSchG |    |
|                | Handwerkerhaus, Gasthaus zum Stiefel          | Eselberg 6 (Karte)            | 1618                     | Dreigeschossig mit massivem Sockelgeschoss und zwei verputzten Fachwerkobergeschossen in leichter Hanglage, traufständig, Satteldach mit Giebelgaube; 1618 erbaut als Handwerkerhaus, seit Anfang 19. Jahrhundert Gasthaus zum Stiefel, 1985 Umbaumaßnahmen. Das ehemalige Handwerkerhaus hat exemplarischen und dokumentarischen Wert für die Aufsiedlung der Unterstadt, die im späten 14. Jahrhundert begann. Für seinen Bau wurde der auf der Rauch'schen Stadtansicht 1611 noch sichtbare letzte Rest der staufischen Stadtmauer mit dem torartigen „Eselsloch“ niedergelegt. Das mit seinem Namen „Zum Stiefel“ auf die Profession des ersten Betreibers, eines Schuhmachers verweisende Wirtshaus steht zudem beispielhaft für das Gasthauswesen in Wangen, das sich vor allem an den Eingängen und den Hauptachsen der Stadt ansiedelte. Geschützt nach § 2 DSchG |    |
| Weitere Bilder | Stadttor, Frauentor                           | Frauentorplatz 1 (Karte)      | 14. Jahrhundert          | Am nördlichen Ausgang der Kernstadt stehender, massiv gemauerter, rechteckiger, fünfgeschossiger Torturm, rundbogige, kreuzgratgewölbte Tordurchfahrt, stadtseitig Reliefs der Wappen Wangens und des Reichs, Obergeschosse durch Gesimse getrennt und bemalt mit Madonna, Kaiser Friedrich II. und Ferdinand I., viertes und fünftes Geschoss mit treppenturmartig gebildeten Ecken, große Rundbogenblenden mit Uhr und Sonnenuhr, Dach niedrige welsche Haube, an den Turmecken schmiedeeiserne Wasserspeier; im Kern 14. Jahrhundert, 1607/08 aufgestockt, Fassadenbemalung 1589 von Ulrich Wagener, 1611 von Johann Andreas Rauch, 1950 Neufassung durch Toni Schönecker, 1988 Renovierung unter Beibehaltung des Duktus der 1950er Jahre. Das Frauentor ist als Teil der in Resten überlieferten Stadtbefestigung ein wichtiges Zeugnis der einstigen Wehrhaftigkeit der Reichsstadt Wangen sowie mit seiner äußerst repräsentativen späten Gestaltung ein Dokument ihrer wirtschaftlichen Potenz. Für die Stadtgestalt und die Stadtgeschichte besitzt es einen hohen dokumentarischen Wert. Darüber hinaus prägt die Stadtbefestigung – mit ihren erhaltenen Türmen als vertikale Dominanten – wie kein anderes Bauwerk den Grundriss und das Erscheinungsbild der Stadt. Geschützt nach § 28 DSchG |    |
| Weitere Bilder | Wohn- und Geschäftshaus                       | Herrenstraße 1 (Karte)        | 1540                     | Dreigeschossiger Massivbau, spätgotische Drillingsfenster mit Sandsteingewänden, Brandmauern als Staffelgiebel gebildet, Satteldach mit Schleppgaube; dendrochronologisch datiert 1540, 1674 Dach erneuert, im 18. und 19. Jahrhundert mehrfach verändert, 1840 Gasthaus „Zur Rose“, 1958 Ladeneinbau, 1973 Umbau, 2012–2016 Sanierung. Das gut überlieferte, am Beginn der Herrenstraße stehende Gebäude hat exemplarischen und dokumentarischen Wert als ein Haus der gehobenen Bürgerschicht der Zeit nach dem Stadtbrand von 1539 unter Weiterverwendung älterer Bauteile. Alle Nachbarhäuser überragend erfüllt es mit dem repräsentativen Treppengiebel, den steinernen Fenstereinfassungen und den wertvollen Stuckdecken im Innern einen hohen Repräsentationsanspruch der in Wangen besonders machtvollen Patrizier und ist daher auch von hoher sozialgeschichtlicher Aussagekraft. Zudem steht es exemplarisch für die auch bei anderen Häusern an der Herrenstraße zu beobachtenden Grundrissentwicklung, bei der ein Vorderhaus mit Hinterhaus und Rückgebäude unter Überdachung des trennenden Innenhofes zusammenwuchs. Geschützt nach § 28 DSchG |    |
| Weitere Bilder | Wohn- und Geschäftshaus                       | Herrenstraße 4 (Karte)        | 16. Jahrhundert          | Dreigeschossiger Bau, traufständig, zwei Massivgeschosse, Obergeschoss leicht vorkragend aus verputztem Fachwerk, über breitem ornamental verziertem Dachgesims Satteldach mit zwei kleinen Schleppgauben, an der Fassade Konsole mit Madonnenfigur; im Kern 16. Jahrhundert, 1964 Umbau Schaufenster. as Gebäude hat exemplarischen und dokumentarischen Wert als ein Wohn- und Geschäftshaus der gehobenen Bürgerschicht der Zeit nach dem Stadtbrand von 1539. Direkt auf das Hinderofenhaus folgend eröffnet es die lange geschlossene traufständige Reihe von Häusern der mittleren Schicht an der östlichen Seite der prominentesten Straße der Stadt. Geschützt nach § 2 DSchG |    |
| Weitere Bilder | Apotheke                                      | Herrenstraße 5 (Karte)        | nach 1539                | Dreigeschossiger Massivbau, traufständig, moderner Schaufenstereinbau im Erdgeschoss, geschweifter Zwerchgiebel und kleine Gaube zur Herrenstraße, zum Adlergässle verputzter Fachwerkgiebel, Schopfwalmdach, im Erdgeschoss kreuztonnengewölbtes Laboratorium aus der Bauzeit; Wiederaufbau nach Stadtbrand 1539 unter Verwendung des älteren Gewölbekellers aus der Zeit um 1280, Fachwerk dendrochronologisch datiert 1540/41, seit 1685 als Apotheke genannt, 19. und frühes 20. Jahrhundert Fassadenänderungen (stichbogigen Fenster und Jugendstilgiebel), 1967 Umbau und Fassadenänderung Erdgeschoss, 2005 Umbau Schaufenster, Türenanlage. Nach dem Brand von 1539 durch die Patrizierfamilie Waltmann wiederaufgebaut hat das Gebäude dokumentarischen und exemplarischen Wert innerhalb der dichten Reihe der Bürgerhäuser an der Herrenstraße, der Hauptachse der Wangener Oberstadt. In seiner Funktion als Stadtapotheke vom 17. bis ins frühe 21. Jahrhundert hinein zeugt es zudem vom Wirtschaftsleben der Stadt. Geschützt nach § 2 DSchG |    |
|                | Wohn- und Geschäftshaus                       | Herrenstraße 8 (Karte)        | 16. Jahrhundert          | Dreigeschossiger Massivbau, traufständig, moderner Ladeneinbau im Erdgeschoss, über breitem kassettierten Dachgesims steiles Satteldach mit zwei Reihen Schleppgauben; im Kern 16. Jahrhundert, 1991 Umbau Dachgeschoss. Als Vertreter des Wiederaufbaus nach dem Brand von 1539 steht das Gebäude beispielhaft für die lange geschlossene traufständige Reihe von Häusern der mittleren Schicht an der östlichen Seite der prominentesten Straße der Stadt und ist gerade mit seinen späteren Veränderungen auch städtebaulicher Beleg für die Entwicklung der Wangener Hauptachse zur wichtigsten Geschäftsstraße im 20. Jahrhundert. Geschützt nach § 2 DSchG |    |
| Weitere Bilder | Bürgerhaus                                    | Herrenstraße 9 (Karte)        | nach 1539                | Dreigeschossiger Massivbau, giebelständig zur Herrenstraße, Erdgeschoss mit modernem Ladeneinbau, verputzter schwach vorkragender Fachwerkgiebel, Satteldach, schmiedeeiserner Schildausleger aus dem 18. Jahrhundert; Wiederaufbau nach Brand von 1539, 18./19. Jahrhundert Veränderung der Obergeschosse, 1939 Umbau zum Schuhhaus, 1959 Umbau Laden, Schaufenster, 1996 Umbau Eingangspassage. Ein Besitzer des Hauses, der Adlerwirt und Leinwandhändler Bläsi Endras, erlangte weit über Wangen hinaus eine traurige Berühmtheit, als er 1585 seine Familie und das Gesinde, insgesamt sieben Personen, ermordete. Das Gebäude hat exemplarischen und dokumentarischen Wert als Beispiel eines der stattlichen an der Herrenstraße nach dem Stadtbrand von 1539 wieder aufgebauten, barock veränderten Bürgerhäuser. Zudem steht es als bereits im 16. Jahrhundert nachweisbares Gasthaus „Zum schwarzen Adler“ beispielhaft für die zahlreichen Gasthäuser an der Herrenstraße als Hauptachse der Oberstadt. Geschützt nach § 2 DSchG |    |
|                | Wohn- und Geschäftshaus                       | Herrenstraße 12 (Karte)       | nach 1539                | Dreigeschossiger Massivbau, traufständig, moderner Ladeneinbau im Erdgeschoss, über breitem kassettierten Dachgesims steiles Satteldach; im Kern 16. Jahrhundert, 1955 Umbau Erdgeschoss mit Schaufenstereinbau. Als Vertreter des Wiederaufbaus nach dem Brand von 1539 steht das Gebäude beispielhaft für die lange geschlossene traufständige Reihe von Häusern der mittleren Schicht an der östlichen Seite der prominentesten Straße der Stadt und ist gerade mit seinen späteren Veränderungen auch städtebaulicher Beleg für die Entwicklung der Wangener Hauptachse zur wichtigsten Geschäftsstraße im 20. Jahrhundert. Geschützt nach § 2 DSchG |    |
| Weitere Bilder | Wohn- und Geschäftshaus                       | Herrenstraße 14 (Karte)       | 16. Jahrhundert          | Dreigeschossiger Massivbau, traufständig, Satteldach mit großem Zwerchhaus, schmiedeeiserner Schildausleger; im 16. Jahrhundert als Brotlaube errichtet, Unterzug im Erdgeschoss dendrochronologisch datiert 1560/61, Erdgeschoss: im 17./18. Jahrhundert Zeughaus der Stadt, im 19. Jahrhundert. bis 1949 Feuerwehrgerätehaus, Obergeschoss: 1838 Einrichtung eines Saals für die Bürgerliche Komödiantengesellschaft, in den 1920er Jahren Museum für die Geschichte des Allgäus; 1991 Ladenumbau, 2007 Umbau der bis dahin offenen Arkaden im Erdgeschoss zu Schaufenstern. Das stattliche, gut überlieferte Gebäude hat exemplarischen, dokumentarischen und städtebaulichen Wert als ein Sondergebäude, welches die Herrenstraße in entscheidender Weise prägt. Durch die Arkadenstellung an der Fassade wird die Erinnerung an die ursprüngliche, für das Stadtwesen Wangens bedeutende Einrichtung der Brotlaube im Erdgeschoss des Gebäudes tradiert. Zudem ist die ehemalige Brotlaube mit ihren historischen Umnutzungen als Zeughaus, Feuerwehrgerätehaus, Komödienhaus und Museum ein interessantes Zeugnis für die Geschichte der Stadt Wangen. Geschützt nach § 28 DSchG |    |
| Weitere Bilder | Wohn- und Geschäftshaus                       | Herrenstraße 15 (Karte)       | 1549                     | Viergeschossiger (Vorderhaus) bzw. dreigeschossiger (Hinterhaus) Massivbau mit Eckquaderung, traufständig, Fenster mit gekehlten und gestäbten Sandsteingewänden, Satteldach mit als Staffelgiebel gebildeten Brandmauern; Im Kern zwei Gebäude des 16. Jahrhunderts (inschriftlich 1549), später umgebaut und verbunden, 1800 bis 1838 Oberamtsgericht, 1956 Überdachung Lichthof, 1966 durchgreifend instandgesetzt, 1995 Fassadensanierung. Das nach der Besitzerfamilie sogenannte Haus Sigerist hat exemplarischen und dokumentarischen Wert als ein Wohn- und Geschäftshaus der gehobenen Bürgerschicht der Zeit nach dem Stadtbrand von 1539. Die Nachbarhäuser überragend erfüllt es mit seinem Treppengiebel und den steinernen Fenstereinfassungen einen hohen Repräsentationsanspruch der in Wangen besonders machtvollen Patrizier und ist daher auch von hoher sozialgeschichtlicher Aussagekraft. Zudem steht es exemplarisch für die auch bei anderen Häusern an der Herrenstraße zu beobachtenden Grundrissentwicklung, bei der ein Vorderhaus mit Hinterhaus und Rückgebäude unter Überdachung des trennenden Innenhofes zusammenwuchs. Geschützt nach § 28 DSchG |    |
| Weitere Bilder | Wohn- und Geschäftshaus                       | Herrenstraße 16 (Karte)       | 16. Jahrhundert          | Dreigeschossiger Massivbau mit verputztem Fachwerkgiebel, traufständig, Satteldach mit Schleppgaube, Eckerker mit Zeltdach, ruht auf volutenförmigen Eckkonsolen mit Masken, mit Schmiedgasse 2 unter gemeinsamem Dach; 16. Jahrhundert, Dachwerk dendrochronologisch datiert 1539/40, Umfassungsmauern in Keller und Erdgeschoss wohl noch spätmittelalterlich, barocke Ausbauphase, 1951 Umbau Erdgeschoss mit Einbau der Schaufenster, 1995/96 Umbau und Sanierung. Das Gebäude in markanter Ecklage hat als Beispiel eines der für den Wiederaufbau nach dem Stadtbrand von 1539 typischen Bürgerhäuser dokumentarischen und exemplarischen Wert für die Bauweise der gehobenen Schicht in Wangen. Es bildet zusammen mit dem Hinderofenhaus die Endpunkte der zwischen Marktplatz und Einmündung der Schmiedstraße lückenlosen Häuserfront der Herrenstraße, was durch die mächtigen Renaissanceerker der beiden Gebäude zusätzlich betont wird. Geschützt nach § 28 DSchG |    |
|                | Wohn- und Geschäftshaus                       | Herrenstraße 17 (Karte)       | Um 1616                  | Dreigeschossiger Massivbau, traufständig, Erdgeschoss mit modernem Ladeneinbau, flaches Satteldach mit kleiner Gaube; im Kern frühes 17. Jahrhundert (um 1616 erbaut), 1957 Abbruch des Hintergebäudes gegen die Braugasse, 1972 Um- und Ausbau Verkaufsraum im ersten Obergeschoss. Nach Brandzerstörung des Vorgängerbaus, der seit dem späten 14. Jahrhundert nachweisbaren ersten Herrentrinkstube „Zum Narren“ beim großen Stadtbrand von 1539 blieb die Parzelle für fast 80 Jahre unbebaut. Das Gebäude ist wichtiger Bestandteil der geschlossenen Reihe ehemaliger Bürgerhäuser an der westlichen Herrenstraße und hat dokumentarischen und exemplarischen Wert als ein Wohn- und Geschäftshaus der gehobenen Bürgerschicht des 17. Jahrhunderts als verspäteter Nachzügler des Wiederaufbaus nach dem Stadtbrand 1539. Es ist zudem ein sprechendes Zeugnis für die typische Situation der Herrenstraße, die sich im 20. Jahrhundert zur wichtigsten Geschäftsstraße der Stadt entwickelte. Geschützt nach § 2 DSchG |    |
|                | Brunnen, sogenannter Marienbrunnen            | Herrenstraße 19 (vor) (Karte) | 1738, 1912, 1978         | Rechteckiger Brunnentrog aus rotem Sandstein, Brunnensäule Hochrechtecksockel mit Engelskopf als Wasserspender an der Deckplatte, darüber Säule mit Kartuschen, Muschelkapitell und Kämpfer als Sockel für annähernd lebensgroße Standmadonna auf Weltkugel mit herumgeringelter Schlange; 1595 erstmals erwähnt, 1701 erhält der Bildhauer Balthasar Krimmer 32 fl. für eine hölzerne Brunnenfigur, 1738 durch Franz Joseph Schnizer aus Maria-Zell in Stein ersetzt, 1825 Reparatur, 1912 und erneut 1978 Kopie von Säule und Madonna, Brunnentrog ursprünglich aus Holz, 1868 gusseiserner Brunnentrog, 1978 neuer Steintrog, 2012 Reinigung und Sanierung. Der Marienbrunnen befindet sich an einem frühneuzeitlichen Brunnenstandort und ist ein anschaulich überliefertes Zeugnis für die historische Wasserversorgung in Wangen und den Repräsentationsanspruch der Reichsstadt im 18. Jahrhundert. Obwohl modern ersetzt sind Brunnensäule und Madonnenfigur Dokumente für den hohen künstlerischen Anspruch und die handwerklichen Fähigkeiten früherer Zeit. Geschützt nach § 28 DSchG |    |
| Weitere Bilder | Wohn- und Geschäftshaus, Gasthaus Mohren-Post | Herrenstraße 27 (Karte)       | 1540                     | Dreigeschossiger Massivbau, giebelständig, Fensterbinder im 1. Obergeschoss, durchfensterter Staffelgiebel, Satteldach, an der Fassade Fresken von Josef Braun von 1949, reichgeschweifter, mit Akanthus und Rocaillen besetzter Schildausleger von 1906; nach dem Stadtbrand von 1539 erbaut (dendrochronologisch datiert 1540), Fassade 1949/50, 1970 und 1980 grundlegend überarbeitet, 2006 Sicherung und Sanierung des Giebels, 2009/10 Sanierung und Umbau (u. a. Vergrößerung der Erdgeschossfenster). Die Mohren-Post ist bereits im 16. Jahrhundert. als Wirtschaft „Zum Alten Mohren“ nachgewiesen und diente von 1885 bis zum Bau der neuen Postgebäudes an der Gegenbauerstraße 1906 als Poststation. Das Gasthaus Mohren-Post zählt zu den stadtbildprägenden Gebäuden der Altstadt und hat als eine der wichtigsten und ältesten Wirtschaften Wangens in typischer Lage an der zentralen Hauptachse hohen dokumentarischen Wert für das historische Gastgewerbe ebenso wie für den Repräsentationsanspruch der Wangener Patrizierfamilien. Geschützt nach § 28 DSchG |    |
| Weitere Bilder | Wohn- und Geschäftshaus, Haus Werdich         | Herrenstraße 29 (Karte)       | 1410                     | Dreigeschossiger Massivbau, giebelständig, Erdgeschoss mit modernem Ladeneinbau, Satteldach, an der Fassade Fresken aus den 1960er Jahren; erbaut 1410, spätere Veränderungen, 1961 Instandsetzung der Fassade. Das seit 1450 im Besitz der Patrizierfamilie Schnitzer befindliche Gebäude hat als eines der ältesten Häuser der Stadt, das den Brand von 1539 überstanden hat, hohen dokumentarischen und exemplarischen Wert innerhalb der dichten Reihe der Bürgerhäuser an der Herrenstraße, der Hauptachse der Wangener Oberstadt. Mit seiner Fassadenmalerei ist es auch Ausdruck der Geschichtsbegeisterung in den 1960er Jahren. Als Geburtshaus des Feldhauptmanns Hans Schnitzer (1487–1559), der 1525 im Bauernkrieg den Schutz der Stadt übernahm, hat es zudem heimatgeschichtliche Bedeutung. Geschützt nach § 2 DSchG |    |
| Weitere Bilder | Wohn- und Geschäftshaus                       | Herrenstraße 30 (Karte)       | 16. Jahrhundert          | Dreigeschossiges Bürgerhaus, traufständig, zur Herrenstraße massiv, breite Giebelseite zur Zunfthausgasse verputztes Fachwerk, moderner Ladeneinbau im Erdgeschoss, Satteldach mit Schleppgaube; 16. Jahrhundert, Wiederaufbau nach dem Stadtbrand von 1539, Erdgeschoss modern verändert. Das Gebäude in markanter Ecklage hat als Beispiel eines der für den Wiederaufbau nach dem Stadtbrand von 1539 typischen Bürgerhäuser dokumentarischen und exemplarischen Wert für die Bauweise der gehobenen Schicht in Wangen und ist gerade mit seinen späteren Veränderungen in Erdgeschoss auch städtebaulicher Beleg für die Entwicklung der Hauptachse der Stadt zur wichtigsten Geschäftsstraße im 20. Jahrhundert. Geschützt nach § 2 DSchG |    |
| Weitere Bilder | Wohn- und Geschäftshaus                       | Herrenstraße 31 (Karte)       | 17. Jahrhundert          | Viergeschossiger Massivbau, traufständig, Giebel zur Braugasse verputztes Fachwerk, Erdgeschoss mit modernem Ladeneinbau, Satteldach mit Gaube, an der Fassade Fresken aus den 1960er Jahren; im Kern 17. Jahrhundert, zahlreiche spätere Veränderungen, 1961 Umbau Erdgeschoss, Einbau Schaufenster, Instandsetzung Fassade, 1972 Umbau Schaufensterfront, Um- und Ausbau Rückseite. Das Gebäude ist wichtiger Bestandteil der geschlossenen Reihe ehemaliger Bürgerhäuser an der westlichen Herrenstraße und hat dokumentarischen und exemplarischen Wert als ein Wohn- und Geschäftshaus der gehobenen Bürgerschicht des 17. Jahrhunderts. Es ist zudem ein sprechendes Zeugnis für die typische Situation der Herrenstraße, die sich im 20. Jahrhundert zur wichtigsten Geschäftsstraße der Stadt entwickelte. Mit seiner Fassadenmalerei ist es auch Ausdruck der Geschichtsbegeisterung in den 1960er Jahren. Geschützt nach § 2 DSchG |    |
|                | Adlerbrunnen                                  | Herrenstraße 31 (vor) (Karte) | 1738                     | Geschweifter steinerner Brunnentrog, auf Rechtecksockel Rundsäule mit volutengeschmückten Kapitel, bekrönende Figur eines Adlers mit dem Stadtwappen; 1738 anstelle älteren Vorgängers neu errichtet, 1965 neu gestaltet. Der 1490 erstmals schriftlich erwähnte ehemalige Josephsbrunnen (erst im 19. Jahrhundert in Adlerbrunnen umbenannt) wurde zeitgleich mit dem nahe gelegenen Marienbrunnen 1738 neu errichtet und ist ein wichtiges Zeugnis für die ehemalige Wasserversorgung in Wangen und die repräsentative Gestaltung der Herrenstraße als städtebaulicher und wirtschaftlicher Hauptachse der Stadt. Geschützt nach § 28 DSchG |    |
| Weitere Bilder | Amtshaus, Ritterhaus                          | Herrenstraße 34 (Karte)       | 1789                     | Ehemaliges Kanzleigebäude des Ritterschaftskantons Hegau, stattlicher dreigeschossiger Massivbau mit Walmdach, durch Lisenen betonte Mittelachse mit Rundbogenportal, über zwei Säulen Balkon mit schmiedeeiserner Brüstung, Balkontür bekrönt mit Helm und Trophäen, über dem klassizistischen Hauptgesims flacher, dreieckiger, mit Wappenreliefs ausgefüllter Ziergiebel; 1789 von Franz Anton Bagnato an Stelle dreier alter Bürgerhäuser erbaut, 1950/1958 und 1974 Instandsetzung der Fassade, 1978 Rekonstruktion des (in 1960er Jahren abgegangen) Portals, jetzt Stadtkämmerei. Das stattliche, an der Herrenstraße neben dem Ravensburger Tor freistehende Kanzleigebäude des Ritterschaftskantons Hegau hat hohen dokumentarischen, exemplarischen und städtebaulichen Wert als ein für Wangen bemerkenswertes Sondergebäude in herausragender Position, welches den Stadteingang von Norden in entscheidender Weise prägt. Vom Baudirektor des Deutsch-Ordens Franz Anton Bagnato errichtet ist das Kanzleigebäude zudem ein für Wangen herausragendes Beispiel eines qualitätvollen repräsentativen klassizistischen Baus. Geschützt nach § 28 DSchG |    |
| Weitere Bilder | Wohn- und Geschäftshaus                       | Herrenstraße 35 (Karte)       | 16. Jahrhundert          | Dreigeschossig, Erdgeschoss massiv, zwei freiliegende Fachwerkobergeschosse, traufständig, über breitem ornamental verziertem Dachgesims Satteldach mit zwei Reihen Dachgauben; 16. Jahrhundert, auf der Rauch'schen Stadtansicht 1611 als Wirtschaft gekennzeichnet, bis 1794 mit Herrenstraße 37 verbunden, dann besitzmäßig geteilt, fortan als Gasthaus „Krone“ bezeichnet, bis 1964 Gasthaus, in jüngerer Zeit hinter der alten Fassade weitgehend neu errichtet. Das Gebäude hat zusammen mit Nr. 37 exemplarischen und dokumentarischen Wert als Beispiel eines der stattlichen an der Herrenstraße nach dem Stadtbrand von 1539 wieder aufgebauten Bürgerhäuser in heute stark veränderter und erneuerter Bausubstanz und mit einer stark rekonstruierten Fassade. Zudem steht es als bereits im 16. Jahrhundert nachweisbares Gasthaus „Zum goldenen Adler“ beispielhaft für die zahlreichen Gasthäuser an der Herrenstraße als Hauptachse der Oberstadt. Geschützt nach § 2 DSchG |    |
| Weitere Bilder | Wohn- und Geschäftshaus                       | Herrenstraße 37 (Karte)       | 16. Jahrhundert          | Dreigeschossig, Erdgeschoss und erstes Obergeschoss massiv, zweites Obergeschoss freiliegendes Fachwerk, traufständig, über breitem ornamental verziertem Dachgesims Satteldach einer Dachgaube; 16. Jahrhundert, auf der Rauch’schen Stadtansicht 1611 als Wirtschaft gekennzeichnet, bis 1794 mit Herrenstraße 35 verbunden, dann besitzmäßig geteilt und nicht mehr als Gasthaus genutzt, 1975 Renovierung und Fachwerkfreilegung. Das Gebäude hat zusammen mit Nr. 35 exemplarischen und dokumentarischen Wert als Beispiel eines der stattlichen an der Herrenstraße nach dem Stadtbrand von 1539 wieder aufgebauten Bürgerhäuser. Zudem steht es als bereits im 16. Jahrhundert nachweisbares Gasthaus „Zum goldenen Adler“ beispielhaft für die zahlreichen Gasthäuser an der Herrenstraße als Hauptachse der Oberstadt. Geschützt nach § 2 DSchG |    |
|                | Wohn- und Geschäftshaus                       | Herrenstraße 39 (Karte)       | 14./15. Jahrhundert      | Dreigeschossiger Massivbau, stößt mit dem rechtwinklig angebauten Seitentrakt (Stadtmauerbebauung) an das Frauentor, traufständig, Satteldach, Schaufenster und Durchgang zum Frauentorplatz modern; im Kern 14./15. Jahrhundert, 1927 Fußgängerdurchlass neben dem Frauentor, 1955 Erweiterung Schaufenster (Haus Waldvogel), 1984 Fassadenrenovierung, 1991 Sanierung, dabei wurde eine im ersten und zweiten Obergeschoss originale mittelalterliche Ständerkonstruktion erhalten, die angebaute Stadtmauer gesichert und erhalten und Reste einer spätgotischen Bohlenstube gefunden. Das gut überlieferte, am Ende der Herrenstraße stehende Gebäude hat exemplarischen und dokumentarischen Wert als vermutlich ältestes Fachwerkhaus der Stadt, das den großen Brand von 1539 weitgehend unbeschadet überstanden hat. Mit seiner freigelegten Scheinarchitekturbemalung aus dem 17. Jahrhundert prägt es zusammen mit dem Frauentor die Stadteingangssituation von Norden. Geschützt nach § 2 DSchG |    |
| Weitere Bilder | Badstube                                      | Lange Gasse 9 (Karte)         | 1589                     | Zweigeschossiger giebelständiger Bau, massives Erdgeschoss, Obergeschoss und Giebel backsteinausgemauertes Fachwerk, Satteldach, im Inneren mehrschiffiger gewölbter Raum der Badstube und Umkleide- und Ruheraum mit Bohlenbalkendecke; inschriftlich datiert 1589, Neubau anstelle der 1409 ersterwähnten alten Badstube, seit 1698 Wohnung für Bedürftige (Armenhaus), 1910–1939 Unterkunft für Wanderarbeiter, 1946–1962 Obdachlosenunterkunft, 1986–1994 archäologische Untersuchung und Sanierung, 1995 Eröffnung des Museums „Alte Badstube“. Die stattliche und in ihrer Substanz außergewöhnlich gut überlieferte Badstube hat mitsamt ihrer weitgehend vollständig erhaltenen frühneuzeitlichen Badeeinrichtung hohen dokumentarischen und exemplarischen Wert für die Heimat- und Sozialgeschichte Wangens. Sie stellt nicht nur ein bemerkenswertes Zeugnis der Alltagskultur am Ausgang des Mittelalters und zu Beginn der Neuzeit dar, sondern steht auch beispielhaft für die einst vielerorts vorhandenen, aber heute nicht mehr erhaltenen Badehäuser. Zudem ist sie ein bedeutsames Zeugnis der Armenfürsorge in Wangen. Geschützt nach § 12 DSchG |    |
|                | Wohnhaus                                      | Lange Gasse 15 (Karte)        | 17. Jahrhundert          | Zweigeschossiger traufständiger Bau, mit massivem Erdgeschoss und leicht vorkragendem, in der Nordhälfte unverputztem Fachwerkobergeschoss, flaches Satteldach; im Kern wohl 17. Jahrhundert, 1685 bis ca. 1840 als Weberei genutzt, im 19. Jahrhundert mehrfach umgebaut, 1983 Teilfreilegung des Fachwerks. Das ehemalige Handwerkerhaus erinnert nicht nur an ein einst für Wangen wichtiges Gewerbe, die Weberei, die im 15. und 16. Jahrhundert ein entscheidender Wirtschaftsfaktor war und erheblich zum Reichtum der Stadt beitrug. Heimatgeschichtlich interessant ist es auch als Geburtshaus Josef Anton von Gegenbaur (1800–1976), der als gefragter Porträtist und Hofmaler Karriere am württembergischen Hof machte und u. a. fünf Säle im Neuen Stuttgarter Schloss mit Fresken aus der Geschichte des Hauses Württemberg dekorierte. Geschützt nach § 2 DSchG |    |
| Weitere Bilder | Rathaus                                       | Marktplatz 1 (Karte)          | 14. Jahrhundert          | Massivbau, durch Geländeabfall am Marktplatz zwei-, am Postplatz viergeschossig, in der Ostseite die staufische Stadtmauer, traufständig, abgewalmtes Satteldach, barocke Erweiterung zum Marktplatz giebelständig, verziert mit Ecklisenen, säulengerahmtem Portal, Balkon mit allegorischen Skulpturen, Volutengiebe; im Kern 14. Jahrhundert, Mitte des 15. Jahrhunderts erweitert, 1513 große Ratsstube, 1719–1721 barocke Erweiterung durch Franz Anton Khuen aus Bregenz, 1960 Fassaden-Instandsetzung, 1977–1981 Umbau, 2000 Renovierung; 1621 im Osten Waaghaus angebaut, dreigeschossiger Massivbau, giebelständig, steiles Satteldach. Das Rathaus nimmt durch seine stadtbildprägende Lage im Zentrum der Stadt, an der Nahtstelle zwischen Ober- und Unterstadt, zwischen Stadttor und ummauerter Kirche eine markante Sonderstellung ein, womit zugleich seine Bedeutung als öffentliches Gebäude unterstrichen wird. Als wichtigster Repräsentationsbau der Reichsstadt hat das Rathaus zentralen Wert für die Stadt- und Stadtbaugeschichte. Mit seinen Erweiterungen und Umbauten kündet es bis heute vom Bürgerstolz der freien Reichsstadt. Geschützt nach § 28 DSchG |    |
| Weitere Bilder | Stadtmauerturm, Pfaffenturm                   | Marktplatz 1 (bei) (Karte)    | 13. Jahrhundert          | Pfaffenturm (auch Ratloch genannt), am östlichen Ausgang der ersten Wangener Stadtummauerung stehender, massiv gemauerter Torturm, angebaut an das Rathaus, im Erdgeschoss große, spitzbogige (gegen den Marktplatz) bzw. flachbogige (gegen den Postplatz), kreuzgratgewölbte Tordurchfahrt mit spätgotischem barock übermaltem Fresko der Kreuzigung, drei rechteckige Obergeschosse mit Eckquaderung und kleinen rechteckigen Fenstern, darüber achteckiges frühbarockes Obergeschoss mit flachbogigen Blenden, Zeltdach mit kleiner Fachwerklaterne mit vorkragender welscher Haube aus Kupferblech mit kugelbekrönter Spitze und Wetterfahne; im Kern 13. Jahrhundert, 1328 erstmals erwähnt, Erhöhung im 16. Jahrhundert. Der Pfaffenturm ist ein wichtiges Zeugnis der nach der Stadterweiterung des 14. Jahrhunderts aufgelassenen ursprünglichen Stadtbefestigung entlang der heutigen Spitalstraße. Für die Stadtgestalt und die Stadtgeschichte besitzt er einen hohen dokumentarischen Wert. Wie die anderen Türme der Stadt zeigt auch er markant seine zwei Hauptbauphasen: mittelalterlicher Kern und regionstypischer frühbarocker Aufsatz. Geschützt nach § 28 DSchG |    |
| Weitere Bilder | Kirche St. Martin                             | Marktplatz 2 (Karte)          | 12./13. Jahrhundert      | Dreischiffige Pfeilerbasilika mit dreiseitig geschlossenem Chor und quadratischem Turm zwischen Langhaus und Chor, spätgotische Strebepfeilern und Spitzbogenfenster, an den Außenwänden Gedenksteine früherer Pfarrer, Mesner, Bürgermeister und Patrizier, Innenraum überbreit und flach gedeckt, Arkaden mit Rundpfeilern und Spitzbögen, netzgewölbter Altarraum; erster Kirchenbau im 9. Jahrhundert, Neubau im späten 12./frühen 13. Jahrhundert (Turm und östliche Langhauswand), Chor 1386, Langhaus im 15. Jahrhundert nach Süden erweitert, 1684–87 barocke Innenerneuerung, 1739 Turmhelm nach Blitzschlag durch welsche Haube ersetzt, 1898–1901 neugotische Ausstattung, 1970, 1972, 1981/82 und 2000 Sanierungen. Die im Zentrum der Stadt Wangen befindliche Kirche hat als hauptsächlich gotischer Bau mit älterem Kern und seinen zahlreichen Details und Ausstattungsstücken einen hohen dokumentarischen Wert für die Stadt- und Kirchengeschichte Wangen. Sie ist sowohl im inneren als auch im äußeren Bild ein in höchstem Maße prägendes Großbauwerk. Ihr Turm ist zudem die bestimmende vertikale Dominante der Stadtsilhouette. Geschützt nach § 28 DSchG |    |
| Weitere Bilder | Brunnen, Marktbrunnen                         | Marktplatz 2 (bei) (Karte)    | 1773                     | Oktogonales Brunnenbecken aus Würzburger Muschelkalk mit Reliefs zum Thema Sparen, Handel und Gewerbe, auf rechteckigem Sockel Brunnensäule mit schleifenbekröntem Medaillon und Volutenkapitel, bekrönt von einer Gans (Verweis auf die Martinslegende) mit Stadtwappen; Brunnen 1485 erstmals erwähnt, 1702 hölzerne Martinsfigur durch Balthasar Krimmer angefertigt, 1773 steinerne Brunnensäule errichtet, 1862 „Brunnenbeet“ aus eisernem Blech, dieses 1939 durch den steinernen Brunnentrog ersetzt, Brunnensäule Kopie des Originals von 1773. Der Martinsbrunnen befindet sich in zentraler Lage an der Südwestecke des Marktplatzes unweit des Eingangs zur St. Martinskirche und ist ein anschaulich überliefertes Zeugnis für die historische Wasserversorgung in Wangen und den Repräsentationsanspruch der Reichsstadt. Der Brunnentrog verweist mit seinen Reliefs auf die ebenfalls 1939 neu errichtete nebenstehende Sparkasse. Geschützt nach § 28 DSchG |    |
|                | Lagerhaus, Paramentenhaus                     | Marktplatz 3 (Karte)          |                          | Zum Kirchhof zweigeschossiger Massivbau mit Halbwalmdach, im Süden Richtung Saumarkt dreigeschossig, giebelständig auf hohen sichtlich älteren Stützmauern; Vorgängerbau (Haus der Leonardskaplanei) beim Stadtbrand von 1793 zerstört, Wiederaufbau unter Verwendung älterer Bausubstanz als Paramentenhaus der St. Martinskirchenpflege. Das Paramentenhaus, in dem die in Kirche und Liturgie verwandten Textilien und Messgewänder der Martinskirchenpflege aufbewahrt wurden, hat exemplarischen und dokumentarischen Wert als ein für Wangen bemerkenswertes Sondergebäude in unmittelbarer Nähe der Stadtpfarrkirche. Die durchgehend geistliche Nutzung sichert dem Gebäude eine heimatgeschichtliche Qualität. Geschützt nach § 28 DSchG |    |
| Weitere Bilder | Pfarrhaus                                     | Marktplatz 4                  | 1793                     | Massivbau, zum Kirchhof und zum Marktplatz zweigeschossig über Sockelgeschoss, zum Kirchhof drei Eingangstüren mit doppelläufigen Freitreppen, Türen und Fenster in mehrfach flach gestuften verkröpften Putzrahmen, im Süden durch Geländeabfall hoher Sockel, Walmdach; nach dem Brand von 1793 anstelle eines kleineren Vorgängerbaus und der ehemaligen Leonhardskapelle errichtet unter Verwendung älterer Bausubstanz (Sockelmauern im Süden), 1955 Instandsetzung, 1982 Um- und Erweiterungsbau mit Einbau eines Gemeindesaals, 2012 Sanierung, Umbau Untergeschoss und Erdgeschoss. Das in charakteristischer historisch-funktionaler Nachbarschaft zur Kirche stehende Pfarrhaus dokumentiert mit seinem den Kirchhof beherrschenden breitrechteckigen Baukörper seine einstige Sonderfunktion innerhalb der Stadt. Es hat dokumentarischen Wert für die Kirchengeschichte der Stadt und weist mit seinen älteren Bauteilen noch auf die Bebauung vor der Brandkatastrophe von 1793 hin. Geschützt nach § 28 DSchG |    |
| Weitere Bilder | Wohn- und Geschäftshaus                       | Marktplatz 5 (Karte)          | 1937                     | Dreigeschossiger Massivbau mit Eckquaderung, zum Marktplatz gotisierender Staffelgiebel, Erdgeschoss an der Nordostecke zurückversetzter Eingang hinter rundbogige Arkaden, zur Paradiesstraße hölzerner Erker mit geschnitzten Reliefs auf Steinkonsolen, steiles Satteldach; Neubau von 1937, 1996 Umbau und Instandsetzung, 2003 Umbau zu Geschäftshaus, wobei Erdgeschossfenster nach unten verlängert wurden. Der imposante Bau in markanter Ecklage hat dokumentarischen Wert als einziger Neubau des 20. Jahrhunderts im Bereich des zentralen Marktplatzes der Stadt Wangen. Mit seiner Wiederaufnahme der gotischen Treppengiebel, die sich an einigen der stattlichen Bürgerhäuser in der Herrenstraße erhalten haben, hat das Gebäude beispielhafte Bedeutung für die jüngere Stadtentwicklung, in der Neubauten bevorzugt als historisierende Anpassungsbauten an die umliegende historische Bausubstanz errichtet wurden. Geschützt nach § 2 DSchG |    |
| Weitere Bilder | Wohn- und Geschäftshaus                       | Marktplatz 6 (Karte)          | 15. Jahrhundert          | Dreigeschossiger Massivbau, traufständig zum Marktplatz, mit dem breiten Giebel zur Paradiesstraße, Marktplatzseite hervorgehoben durch drei übereinander liegende Doppelfenster mit reliefiertem Mittelstück mit Masken, Fruchtbüscheln, Blüten, Muscheln und Bändern, Satteldach; im Kern 15. Jahrhundert, im ausgehenden 17. Jahrhundert verändert (Fensterrahmungen), 1985 Ladenumbau. Das spätgotische Gebäude mit seiner barock überformten Fassade hat zum einen dokumentarischen und exemplarischen Wert als innerhalb der langen geschlossenen Reihe stattlicher Bürgerhäuser an der Westseite von Marktplatz und Herrenstraße. Um einige Meter zurückversetzt bildet es mit zusammen mit Marktplatz 5 eine Torsituation als westlicher Abschluss des Marktplatzes hin zur Paradiesstraße. Geschützt nach § 2 DSchG |    |
| Weitere Bilder | Wohn- und Geschäftshaus                       | Marktplatz 7 (Karte)          | 16. Jahrhundert          | Viergeschossiger schmaler Massivbau, viertes Stockwerk nachträglich aufgestockt, traufständig, moderner Ladeneinbau im Erdgeschoss, Satteldach mit Gaube und Dachterrasse mit schmiedeeisernem Gitter; im Kern 16. Jahrhundert, 1956 Ladenumbau, Fassadenänderung, 1993 Sanierung und Aufstockung des ehemals dreigeschossigen Baus nach Brandfall (Dachstuhl vernichtet). Das Gebäude hat exemplarischen und dokumentarischen Wert als ein Wohn- und Geschäftshaus der gehobenen Bürgerschicht der Zeit nach dem Stadtbrand von 1539. Direkt auf das deutlich zurückversetzte Eckhaus Nr. 6 folgend eröffnet es die lange geschlossene Reihe einstiger Bürgerhäuser auf der östlichen Seite der Herrenstraße. Gerade mit seinen späteren Veränderungen ist es auch städtebauliches Zeugnis für die Entwicklung der Wangener Hauptachse zur wichtigsten Geschäftsstraße im 20. Jahrhundert und den Ausbau der Dachgeschosse zu Wohnzwecken. Geschützt nach § 2 DSchG |    |
| Weitere Bilder | Amtshaus, Hinderofenhaus                      | Marktplatz 11 (Karte)         | 16. Jahrhundert          | Vierflügelanlage mit leicht trapezförmigem Grundriss, Innenhof mit Rundbogenarkaden, staffelgiebelige Brandmauer, Rundbogen-Portal aus Sandstein; unregelmäßig verteilte Rundbogenfenster mit profilierten, rechteckigen Sandsteinumfassungen; dreigeschossiger Eckerker mit Zeltdach an der Südwestecke, abgewalmtes Pultdach; 1542 anstelle dreier abgebrannter Bauten errichtet, 1582 von Stadt erworben, 1640–1654 Kapuzinerkloster, dann für Kanzleien und Beamtenwohnungen, im 19./20. Jahrhundert für Ämter und Behörden genutzt, 1996/97 Außensanierung, Innenumbau. Der aufwändig gestaltete Stadtpalast hat hohen dokumentarischen Wert für die Stadtbaugeschichte nach dem Brand von 1539. Seine enorme Größe und die Verwendung der Formensprache der italienischen Renaissance machen ihn einzigartig im Baubestand der Stadt Wangen. Alle anderen Bürger- und Handelshäuser in seinen Dimensionen und seiner Pracht weit übertreffend, zeugt er von Selbstbewusstsein und Reichtum seines Erbauers Onofrius Hinderofen, einem vormaligen Mitglied der „Ravensburger Handelsgesellschaft“, der sich 1529 in Wangen niedergelassen hatte. Geschützt nach § 28 DSchG |    |
|                | Wohnhaus                                      | Martinstorplatz 1 (Karte)     | 1828/29                  | Zweigeschossiger, verputzter Massivbau, angebaut an den spätmittelalterlichen Vorbau des Martinstores und an den Stumpf eines aus der Stadtmauer vorspringenden Rundturms des Spätmittelalters, im Erdgeschoss moderner Ladeneinbau, Mansarddach; geschweifter Knickgiebel mit goldener Wetterfahne; 1828/29 mit älterem (spätmittelalterlichem) Kern. Das auf einen mittelalterlichen Vorgängerbau zurückgehende Torwärterhaus hat zum einen städtebaulichen Wert als die Stadteingangssituation von Westen prägendes Gebäude. Zum anderen erinnert es auch an die Wirtschaftsgeschichte der Freien Reichsstadt Wangen, zu deren wichtigsten Einnahmequellen jahrhundertelang die von den Torwächtern einkassierten Zölle auf die zu den Märkten der Stadt gebrachten Waren zählten. Geschützt nach § 28 DSchG |    |
| Weitere Bilder | Gasthaus                                      | Paradiesstraße 4 (Karte)      | 17. Jahrhundert          | Ehemaliges Gasthaus „Zum Schwarzen Bären“, dreigeschossiger Massivbau in Ecklage, traufständig zur Paradiesstraße, giebelständig zur Braugasse, an der Südostecke im Erdgeschoss rundbogige Arkaden mit Wappenreliefs im Scheitel, an der Südfassade drei große Schaufenster, Obergeschosse über Gesims leicht vorkragend, mit reliefiertem Wappen, Satteldach mit Gaube, an der Ostseite im ersten Obergeschoss mit ornamentalen Reliefs verzierter Erker, im Giebel Aufzugsöffnung und kleine rechteckige Fenster; im Kern 17. Jahrhundert, im frühen 19. Jahrhundert Einbau eines Tanzsaals (für den benachbarten Gasthof „Zum Löwen“ im Obergeschoss), 1987 Umbau und Sanierung. Das bereits auf der Stadtansicht von 1611 als „Beeren“ bezeichnete Gasthaus hat trotz des umgreifenden Umbaus zu einem Laden dokumentarischen Wert zum einen in der dichten Reihe ehemaliger Gasthäuser an der Paradiesstraße, die vom Martinstor zum Marktplatz führt und eines der geselligen Zentren der Stadt war, zum anderen durch seine Funktion als erste kaiserliche Poststation in Wangen von den 1630er Jahren bis 1750. Geschützt nach § 2 DSchG |    |
| Weitere Bilder | Gasthaus Zum Walfisch                         | Paradiesstraße 7 (Karte)      | 16. Jahrhundert          | Bäckerei und Weinstube zum Walfisch, dreigeschossiger Massivbau, traufständig zur Paradiesstraße, im Erdgeschoss Rundbogenportal, Fassadenmalerei mit der Geschichte von Jonas und dem Wal aus dem 18. Jahrhundert, flaches Satteldach; im Kern 16. Jahrhundert, Wiederaufbau nach dem Stadtbrand von 1539, 1793 beim Stadtbrand beschädigt, 1929, 1950/51, 1971 und 1987 Fassadenbemalung erneuert. Der „Walfisch“ hat exemplarischen und dokumentarischen Wert in der Reihe der zahlreichen Gasthöfe an der Martinstor und Marktplatz verbindenden Paradiesstraße. Zudem steht es als Bäckerei mit Weinausschank „Zum Walfisch“ beispielhaft für die einst zahlreichen Wangener Zapfenwirtschaften, in denen zumeist Bäcker ihre Gäste mit Wein, Brot und Käse bewirteten, während warme Speisen und Fleisch nur in den größeren Tafel- oder Schildwirtschaften gereicht werden durften. Auch gehören seine in die Barockzeit zurückgehenden Fresken mit der Geschichte von Jonas, der kurioserweise barfuß vom Wal verschluckt, aber mit Stiefeln wieder ausgespukt wird, zu den beliebtesten Sehenswürdigkeiten der Stadt. Geschützt nach § 2 DSchG |    |
| Weitere Bilder | Wohn- und Geschäftshaus                       | Paradiesstraße 9 (Karte)      | 16. Jahrhundert          | Dreigeschossiger Putzbau, traufständig zur Paradiesstraße, Erdgeschoss und erstes Obergeschoss massiv, zweites Obergeschoss und Giebel Fachwerk, im Erdgeschoss moderner Ladeneinbau, Schopfwalmdach; im Kern 16. Jahrhundert (1556 erstmals nachweisbar), beim Stadtbrand 1793 beschädigt, 1960/61 Ladenumbau und Instandsetzung Fassade, 1976 Ladenumbau. Das Gebäude hat dokumentarischen Wert mit seiner ehemaligen Funktion in der dichten Reihe ehemaliger Gasthäuser an der Paradiesstraße wie auch als Geburtshaus der für die Stadtgeschichte bedeutsamen Persönlichkeit des Leopold Mauch (1704–22), Abt der Prämonstratenserabtei Weissenau und Bauherr der barocken Klosterkirche. Geschützt nach § 2 DSchG |    |
| Weitere Bilder | Stadttor, Martinstor                          | Paradiesstraße 13 (Karte)     | 14. Jahrhundert          | Am südwestlichen Ausgang der Kernstadt stehender, massiv aus Argenkieseln und im oberen Teil aus Backsteinen gemauerter und verputzter, rechteckiger, fünfgeschossiger Torturm, spitzbogige Tordurchfahrt mit Resten gotischer Ausmalung, die beiden ersten Obergeschosse mit St. Martin und zwei Äbten, darüber zwei mit Blendarkaden verzierte Geschosse mit gemalter Uhr bzw. Sonnenuhr, eingezogenes Zeltdach mit schmiedeeisernen Wasserspeiern, stadtauswärts spätmittelalterlicher Vorbau angefügt; im Kern 14. Jahrhundert (1347 ersterwähnt), 1608 Umbau, Erhöhung und Bemalung durch Johann Andreas Rauch, 1924 von August und Josef Braun bemalt, 1969, 1982, 1998 und 2010 Sanierungen. Das St. Martinstor ist als Teil der in Resten überlieferten Stadtbefestigung ein wichtiges Zeugnis der einstigen Wehrhaftigkeit der Reichsstadt Wangen und kündet mit seiner äußerst repräsentativen späten Gestaltung und Bemalung vom Stolz der freien Reichsstadt. Für die Stadtgestalt und die Stadtgeschichte besitzt er einen hohen dokumentarischen Wert. Darüber hinaus prägt die Stadtbefestigung – mit ihren erhaltenen Türmen – wie kein anderes Bauwerk den Grundriss und das Erscheinungsbild der Stadt. Geschützt nach § 28 DSchG                                                        |    |
|                | Brunnen                                       | Postplatz (Karte)             | 1885                     | Rechteckiger Brunnentrog aus Gusseisen, verziert mit gotischem Maßwerk, Brunnensäule in Form einer mit Krabben und Kreuzblume verzierten Fiale; um 1885 erstellt durch die Stuttgarter Eisengießerei Gotthilf Kuhn. Der Brunnen auf dem Eselberg ist ein wichtiges Zeugnis für die ehemalige Wasserversorgung in Wangen. Zudem belegt der gusseiserne Brunnenstock die florierende Gusskunst und die Wiederaufnahme der gotischen Formensprache im 19. Jahrhundert. Zwischen 1861 und 1889 wurden siebzehn solcher gusseisernen Brunnen in der Stadt aufgestellt, von denen sich heute noch sieben erhalten haben. Geschützt nach § 2 DSchG |    |
| Weitere Bilder | Kornhaus                                      | Postplatz 1 (Karte)           | 1602/03                  | Dreigeschossiger Massivbau, giebelständig zu Postplatz und Bindstraße, hohes Erdgeschoss mit zwei großen Rundbogenportalen, steiles Satteldach mit zwei Reihen Gauben; 1602/03 erbaut, 1693 Einbau des „Kornhausstüblein“, im 19. Jahrhundert stark verändert, 1834 Einbau Schulzimmer und Lehrerwohnung, 1903 große Fenster im Erdgeschoss, 1919 Dachausbau, Sitz diverser Behörden und Ämter, 1979–1981 Renovierung und Umbau. Das stattliche, gut überlieferte Kornhaus hat exemplarischen, dokumentarischen und städtebaulichen Wert als ein für Wangen bemerkenswertes Sondergebäude in herausragender Position, welches den Postplatz in entscheidender Weise prägt. Der mächtige Steinbau ist nicht nur aufgrund seiner Größe und Höhe eine der baulichen Dominanten der Unterstadt, erinnert er auch an die reichstädtische Vorratshaltung und die wirtschaftliche Vergangenheit. Nachdem der Wangener Kornmarkt seit der Einführung der Milchwirtschaft im Westallgäu um die Mitte des 19. Jahrhunderts seine einstige Bedeutung verlor, zeugt das Gebäude als Schule und Sitz diverser Ämter von typischen zeitgenössischen Umnutzungen des 19. und 20. Jahrhundert. Geschützt nach § 28 DSchG                                                                                                   |    |
|                | Poststation, Hotel Alte Post                  | Postplatz 2 (Karte)           | 18. Jahrhundert          | Dreigeschossiger Massivbau mit Walmdach, Eckbetonung durch Quadermalerei, in den Obergeschossen durch Bemalung barocke Ohrenfenster angedeutet, aufwändiger, schmiedeeiserner Schildausleger mit Postkutsche; Wiederaufbau des seit dem frühen 18. Jahrhundert nachweisbaren Gasthauses „Zur Sonne“ nach dem Stadtbrand 1793, im 19. Jahrhundert verändert, 1955 grundlegende Innenrenovierung und Dachgeschossausbau, 1973 Umbau Erdgeschoss, Schaufenster, neuer Hoteleingang, 2011 Fensteraustausch. Das stattliche Gebäude an prominenter Position zwischen Kornhaus und Stadtkirche hat dokumentarischen und exemplarischen Wert für die Wiederaufbauphase nach dem Stadtbrand von 1793. Der platzraumbestimmende Barockbau kündet zudem vom Gasthauswesen und der Postgeschichte Wangens. Von 1750 bis 1884 war die „Sonne“ und spätere „Alte Post“ Station der Reichspost. Geschützt nach § 2 DSchG |    |
|                | Handwerkerhaus                                | Schmiedstraße 14 (Karte)      | 16. Jahrhundert          | Zweigeschossig verputzter Bau, Erdgeschoss massiv, Obergeschoss Fachwerk, Schopfwalmdach; im Kern 16. Jahrhundert, wahrscheinlich zwei schmale, satteldachgedeckte Häuser in späterer Zeit unter dem Schopfwalmdach vereint; moderner Schaufenstereinbau im Erdgeschoss, 1982 Werbeanlage und Markise. Das Gebäude erinnert ungeachtet seiner späteren Umbauten noch an seine ursprüngliche Gestalt von zwei kleinen ehemaligen Handwerkerhäusern. Es hat dokumentarischen und exemplarischen Wert für die Geschichte der Schmiedstraße als einer einst von Handwerkern bewohnten Nebenstraße, die sich erst im späten 19./frühen 20. Jahrhundert zu einer der wichtigen Haupt- und Handelsstraße der Stadt wandelte. Geschützt nach § 2 DSchG |    |
|                | Handwerkerhaus                                | Schmiedstraße 31 (Karte)      | 16. Jahrhundert          | Dreigeschossiger verputzter Bau, traufständig, zwei Massivgeschosse, Erdgeschoss mit modernem Schaufenstereinbau, zweites Obergeschoss Fachwerk, Schopfwalmdach, Giebel zum Pfannengässle verbrettert; im Kern 16. Jahrhundert, Dachwerk dendrochronologisch datiert 1539/40, 2003 Sanierung der historischen Fenster. Das Gebäude hat dokumentarischen und exemplarischen Wert als eines der ehemaligen Handwerkerhäuser des 16. Jahrhunderts an der Schmiedstraße, in dem später eine Gastwirtschaft („Zum roten Kreuz“) und dann im späten 19./frühen 20. Jahrhundert ein Ladengeschäft eingerichtet wurde. So steht es beispielhaft für den Wandel der Schmiedstraße von einer von Handwerkern bewohnten Nebenstraße zu einer der wichtigen Haupt- und Handelsstraße der Stadt. Geschützt nach § 2 DSchG |    |
| Weitere Bilder | Wohn- und Geschäftshaus                       | Schmiedstraße 32 (Karte)      | 16. Jahrhundert          | Dreigeschossiger Bau mit massivem Sockel in Hanglage, traufständig, Erdgeschoss massiv mit modernem Ladeneinbau, Obergeschosse und Giebel weitgehend freiliegendes Fachwerk, steiles Satteldach mit Aufzugöffnung im Giebel, im zweiten Obergeschoss zwei Räume mit Stuckdecken und Wandvertäferung des 18. Jahrhunderts; im Kern 16. Jahrhundert, 1980 umfangreicher Umbau mit Fachwerkfreilegung im zweiten Obergeschoss. Das am nordöstlichen Stadteingang in herausragender Stellung an der Einmündung des Eselsbergs in die Schmiedstraße stehende stadtbildprägende Gebäude ist eines der wenigen Zeugnisse eines Fachwerkbaus in der Wangener Kernstadt, die weitestgehend von verputzten Massivbauten geprägt ist. Geschützt nach § 2 DSchG |    |
|                | Bürgerhaus                                    | Spitalstraße 9 (Karte)        | 16. Jahrhundert          | Drei- (rückseitig zwei-) geschossiger Massivbau, traufständig, Erdgeschoss mit modernem Ladeneinbau, im ersten und zweiten Obergeschoss klassizistische Fensterbekrönungen, Satteldach mit Schleppgaube; im Kern 16. Jahrhundert mit späteren Veränderungen, 1981 Umbau Ladengeschäft. Das Gebäude hat dokumentarischen und exemplarischen Wert als Teil der langen Reihe der nach dem Stadtbrand von 1539 wieder aufgebauten Handwerker- und Bürgerhäusern an der Spitalstraße. Zudem steht es beispielhaft für die Stadtbaugeschichte im Osten der staufischen Kernstadt, bei der im Zuge der Stadterweiterung seit dem späten 14. Jahrhundert die hier verlaufende erste Stadtmauer ihre fortifikatorische Bedeutung verlor und überbaut wurde. Geschützt nach § 2 DSchG |    |
|                | Bürgerhaus                                    | Spitalstraße 13 (Karte)       | 16. Jahrhundert          | Dreigeschossiger Massivbau, traufständig, Erdgeschoss mit modernem Ladeneinbau und Durchgang, Satteldach, zur Spitalstraße Mansarddach ähnlich, erhöht mit hölzerner Satteldachgaube; 16. Jahrhundert, mehrfach verändert, 1981 Modernisierung von Fassade und Dachausbau mit Gauben. Das Gebäude städtebaulichen Wert als Teil der langen Reihe von nach dem Stadtbrand von 1539 wieder aufgebauten Handwerker- und Bürgerhäusern an der Spitalstraße ebenso wie als Zeugnis der Erweiterung der staufischen Kernstadt, durch die die hier verlaufende erste Stadtmauer ihre fortifikatorische Bedeutung verlor und überbaut wurde. Geschützt nach § 2 DSchG |    |
|                | Kanzleigebäude                                | Spitalstraße 15 (Karte)       | 1415                     | Dreigeschossiger Massivbau, traufständig, Erdgeschoss mit modern vergrößerten Fenstern, plastischer Quaderung und kräftigem Gesims, das erste Obergeschoss sehr hoch, da die dortige Kanzlei aus Brandschutzgründen mit einer Gewölbedecke versehen wurde, kleine Lichtöffnungen in dieser Gewölbezone, Satteldach mit drei großen modernen Gauben; 1415 als Stadtschreiberhaus an die Stadtmauer angebaut, beim Brand 1539 beschädigt und wieder aufgebaut, 1590 teilweise umgebaut, Fassade im 18. Jahrhundert überformt, 1793 privatisiert, 1892 und 1938–1950 Fassade verkleidet, Innenumbau, 2004–2013 Umbau und Sanierung. Mit seinen Nutzungen zunächst als Stadtschreiberhaus, im 17. Jahrhundert als Kanzlei und von 1673 bis 1786 als erste Wangener Mädchenschule legt das Haus mit seinem ungewöhnlichen Fassadenaufbau Zeugnis ab von der Verwaltungs- und Schulgeschichte der Stadt. Zudem hat es exemplarischen und dokumentarischen Wert für die Stadtbaugeschichte im Osten der staufischen Kernstadt, bei der im Zuge der Stadterweiterung seit dem späten 14. Jahrhundert die hier verlaufende erste Stadtmauer ihre fortifikatorische Bedeutung verlor und überbaut wurde. Geschützt nach § 2 DSchG                                                                                    |    |
|                | Spitalhof, Heilig-Geist-Spital                | Spitalstraße 16 (Karte)       | 17. Jahrhundert          | Dreiflügelanlage mit Innenhof, dreigeschossiger Massivbau mit Satteldach; Nördlicher Baukörper: giebelständig mit Fachwerkgiebel; 1440–1447 erbaut, 1791 verändert, 1923 aufgestockt, 1975/76 Wiederherstellung der Fachwerkgiebel; Südlicher Baukörper: giebelständig, an der Südseite großer zwerchhausartiger modernerAnbau (1972); im Kern 17. Jahrhundert (1600–1614 erbaut), 1861 verändert, 1923 Ausbau zum Altersheim, 1972 Umbau; Östlicher Verbindungsbau: traufständig, Erdgeschoss mit fünf großen Rundbogenöffnungen; 1922/23 errichtet, 2008 Umbau zum Gästeamt. Das Heilig-Geist-Spital ist ein herausragendes und stadtbildprägendes Zeugnis für die Geschichte und die soziale Fürsorge von Wangen. Mit Anlage der Unterstadt ab dem späten 14. Jahrhundert bot sich die Möglichkeit ein neues, größeres Spital zu erbauen, das als einzige öffentliche Fürsorgeeinrichtung von immenser Wichtigkeit für die Armen, Alten und Kranken der Stadt war. Mit der Nutzung als Krankenhaus (seit 1846) und Altersheim (seit 1923) wird caritative Funktion des Spitals bis heute fortgeführt. Geschützt nach § 28 DSchG |    |
|                | Brunnen                                       | Spitalstraße 16 (bei) (Karte) | 1882                     | Rechteckiger Brunnentrog aus Gusseisen im Stil des Klassizismus, Trog und Brunnensäule verziert vergoldeten Figurenreliefs und Blattkränzen; 1882 erstellt. Der Brunnen im Spitalhof ist ein wichtiges Zeugnis für die ehemalige Wasserversorgung in Wangen. Zudem belegt der gusseiserne Brunnenstock die florierende Gusskunst und die Wiederaufnahme der klassizistischen Formensprache im späten 19. Jahrhundert. Zwischen 1861 und 1889 wurden siebzehn solcher gusseisernen Brunnen in der Stadt aufgestellt, von denen sich heute noch sieben erhalten haben. Geschützt nach § 2 DSchG |    |
|                | Wohnhaus                                      | Spitalstraße 17 (Karte)       | 16. Jahrhundert          | Viergeschossiger Massivbau, traufständig, im Erdgeschoss Ladeneingang und Schaufenster aus dem späten 19. Jahrhundert, im ersten und zweiten Obergeschoss klassizistische Fensterbekrönungen, Satteldach, modern verändert mit Dachgaube und Dachterrasse; im Kern wohl 16. Jahrhundert, im 17. Jahrhundert aufgestockt, später mehrfach verändert. Das ehemalige Lehrerwohnhaus steht in unmittelbarer Nachbarschaft zu der von 1673 bis 1786 im Nebengebäude untergebrachten Mädchenschule und kündet somit von der Schulgeschichte der Stadt. Ungeachtet seiner späteren Aufstockung und Vergrößerung hat es exemplarischen und dokumentarischen Wert für die Stadtbaugeschichte im Osten der staufischen Kernstadt, bei der im Zuge der Stadterweiterung seit dem späten 14. Jahrhundert die hier verlaufende erste Stadtmauer ihre fortifikatorische Bedeutung verlor und überbaut wurde. Geschützt nach § 2 DSchG |    |
|                | Bürgerhaus                                    | Spitalstraße 19 (Karte)       | 16. Jahrhundert          | Dreigeschossig mit massivem Erdgeschoss, leicht vorkragende Obergeschosse aus verputztem Fachwerk, traufständig, im Erdgeschoss Durchgang und späterer Ladeneinbau, Satteldach mit Schleppgaube; 16. Jahrhundert, 1983 Umbau (Dachgauben). Das Gebäude hat dokumentarischen und exemplarischen Wert als Teil der langen Reihe der nach dem Stadtbrand von 1539 wieder aufgebauten Handwerker- und Bürgerhäusern an der Spitalstraße. Zudem steht es beispielhaft für die Stadtbaugeschichte im Osten der staufischen Kernstadt, bei der im Zuge der Stadterweiterung seit dem späten 14. Jahrhundert die hier verlaufende erste Stadtmauer ihre fortifikatorische Bedeutung verlor und überbaut wurde. Geschützt nach § 2 DSchG |    |
| Weitere Bilder | Spitalkirche Hl. Geist                        | Spitalstraße 22 (Karte)       | 1719–21                  | Im Norden an das Spital angefügter Rechteckbau mit Dreiseitchor und Nordwestsakristei, Wände gegliedert durch Sockel, vorgelegte Pilaster mit Kapitellen, gebälkumrahmte Portale und verkröpfte Rundbogenfenster, Walmdach mit Dachreiter; Innenraum: rechteckiges, flachgedecktes Schiff und eingezogener Altarraum, durch Wandpilastern gegliedert, Altäre des 18. Jahrhunderts, im Hochaltar eine Mondsichelmadonna von Hans Zürn d. J. (1622) Deckengemälde Jesus heilt Kranke von Gebhard Fugel (1899); 1719–21 an Stelle eines mittelalterlichen Vorgängerbaus (1447) neu errichtet, 1750 Emporeneinbau, Ende 19. Jahrhundert, 1912, 1948 und 1974 restauriert, 2007–2010 Innen- und Außensanierung mit Dachstuhlsanierung. Die Spitalkirche samt ihrer Ausstattung ist ein herausragendes und am nördlichen Stadteingang in hohem Maße stadtbildprägendes Zeugnis für die Geschichte von Wangen. Sie hat – auch mit ihrem angeblich wunderwirkenden Gnadenbild des „Gefangenen Jesus“, das Mitte des 18. Jahrhunderts zum Ziel vieler Wallfahrer wurde – einen hohen dokumentarischen Wert für die Heimat-, Sozial- und Kirchengeschichte der einstigen Reichsstadt. Geschützt nach § 28 DSchG |    |
|                | Schmiede                                      | Spitalstraße 23 (Karte)       | 16. Jahrhundert          | Dreigeschossiger Massivbau, traufständig, Satteldach mit hoher heute verglaster Aufzuggaube, schmiedeeiserner Schildausleger; im Kern 16. Jahrhundert, 1985 Umbau. Das Gebäude hat dokumentarischen und exemplarischen Wert als Teil der langen Reihe der nach dem Stadtbrand von 1539 wieder aufgebauten Handwerkerhäuser an der Spitalstraße. Zudem steht es beispielhaft für die Stadtbaugeschichte im Osten der staufischen Kernstadt, bei der im Zuge der Stadterweiterung seit dem späten 14. Jahrhundert die hier verlaufende erste Stadtmauer ihre fortifikatorische Bedeutung verlor und überbaut wurde. Geschützt nach § 2 DSchG |    |
|                | Handwerkerhaus                                | Spitalstraße 25 (Karte)       | 17. Jahrhundert          | Dreigeschossiger Massivbau, traufständig, Fassade mit Architekturbemalung aus dem 17. Jahrhundert (Eckquaderung und Fensterrahmungen), Fresko (Jesus mit zwei Engeln) aus dem 18. Jahrhundert, Satteldach mit Schleppgaube; im Kern wohl 16. Jahrhundert, im 17. Jahrhundert aufgestockt, 2000 Dachsanierung. Das Gebäude – zeitweise von Zimmermeistern und später von Spitalmesnern bewohnt – hat dokumentarischen und exemplarischen Wert als Teil der langen Reihe der nach dem Stadtbrand von 1539 wieder aufgebauten Handwerkerhäuser an der Spitalstraße. Gerade mit seinen späteren Veränderungen steht es beispielhaft für die Stadtbaugeschichte im Osten der staufischen Kernstadt, bei der im Zuge der Stadterweiterung seit dem späten 14. Jahrhundert die hier verlaufende erste Stadtmauer ihre fortifikatorische Bedeutung verlor und überbaut wurde. Geschützt nach § 2 DSchG |    |
|                | Handwerkerhaus                                | Spitalstraße 29 (Karte)       | 16./17. Jahrhundert      | Viergeschossiger Massivbau, traufständig, Satteldach mit hölzerner Gaube; im Kern wohl 16./17. Jahrhundert, später mehrfach verändert. Das Gebäude hat dokumentarischen und exemplarischen Wert als Teil der langen Reihe der nach dem Stadtbrand von 1539 wieder aufgebauten Handwerkerhäuser an der Spitalstraße. Es steht beispielhaft für die Stadtbaugeschichte im Osten der staufischen Kernstadt, bei der im Zuge der Stadterweiterung seit dem späten 14. Jahrhundert die hier verlaufende erste Stadtmauer ihre fortifikatorische Bedeutung verlor und überbaut wurde. Als ehemaliger Sitz der Eligiusbruderschaft der Wangener Schmiede (bis 1670) in unmittelbarer Nachbarschaft des Heilig-Geist-Spitals erinnert das Gebäude zudem an die bis weit ins Mittelalter zurückreichende Tradition der religiösen Bruderschaften, in denen sich Bürger und Handwerker zu frommen und wohltätigen Zwecken zusammenschlossen. Geschützt nach § 2 DSchG |    |
|                | Gasthaus, Haus Thiermann                      | Trinklaube 2 (Karte)          | 1539                     | Dreigeschossig mit massivem Erdgeschoss mit modernem Ladeneinbau, traufständig zur Schmiedstraße, springt im Südwesten rechtwinklig ca. 4 m aus der Straßenflucht vor, Obergeschosse weitgehend freiliegendes Fachwerk mit (geschweiften) Andreaskreuzen zur Schmiedstraße, zur Trinklaube konstruktive Fachwerkobergeschosse und -giebel, steiles Satteldach; 1539 auf älteren Kellerwänden und Umfassungsmauern des Erdgeschosses wieder aufgebaut, Umbau 17./18. Jahrhundert nach Verkauf an die Familie Egg, 2012 Brand. Die sogenannte Herrentrinkstube ist nicht nur eines der wenigen stattlichen Fachwerkhäuser Wangens, sie hat als großes und repräsentatives Gebäude mit Sonderfunktion auch einen hohen dokumentarischen Wert für die Geschichte der Stadt und ihres sozialen Lebens. Das Haus wurde vom Patrizier Onofrius Hinderofen nach dem Stadtbrand von 1539 errichtet und beherbergte die an der Herrenstraße 1409 erstmals erwähnte Herrentrinkstube „Zum Narren“. In der Herrengesellschaft waren – analog zu den Handwerkerzünften – die wohlhabende Kaufleute und Patrizier Wangens organisiert. Geschützt nach § 12 DSchG |    |
| Weitere Bilder | Weberzunfthaus                                | Zunfthausgasse 11 (Karte)     | 1342/1475                | Zweigeschossiger Massivbau mit Sockelgeschoss, Eckquaderung und freiliegendem Fachwerkgiebel Satteldach; dendrochronologisch datiert 1342 (Nordteil) bzw. 1475 (Südteil), dabei Einbau des mit Wandmalereien geschmückten Zunftsaals, 1793 Verkauf an Privat, Gebäude wurde mehrfach aufgeteilt, umgebaut und verfiel immer mehr, 1992–1997 umfangreiche, wissenschaftlich gestützte Sanierung. Das Weberzunfthaus ist als neben dem Rathaus ältestes profanes Gebäude von hohem exemplarischem und dokumentarischem Wert für die Baugeschichte der Stadt. Zudem zeugt es zusammen mit seiner für Handelsgeschäfte genutzten Hofstatt von dem die Reichsstadt Wangen über Jahrhunderte bestimmenden Zunftwesen und von der Wirtschaftsgeschichte der Stadt. Auch war der nach der Aufhebung der Zunftverfassung 1552 zur Bürgertrinkstube bestimmte Zunftsaal bis weit ins 18. Jahrhundert eines der Zentren des geselligen und sozialen Lebens der Stadt. Schließlich besitzt das Weberzunfthaus einen für Süddeutschland einzigartig gut erhaltenen Zyklus von Wandmalereien der Renaissancezeit. Geschützt nach § 12 DSchG |    |